# 横須賀・総武快速線
- 横須賀線 > 横須賀・総武快速線
- 総武本線 > 横須賀・総武快速線

横須賀・総武快速線（よこすか・そうぶかいそくせん）は、神奈川県横須賀市の久里浜駅から東京都千代田区の東京駅を経由して千葉県千葉市の千葉駅までを結ぶ、東日本旅客鉄道（JR東日本）の運行系統である。駅ナンバリングで使われる路線記号はJO。正式には久里浜駅 - 大船駅間が横須賀線、大船駅 - 東京駅間が東海道本線の一部、東京駅 - 千葉駅間が総武本線の一部である。 一部の列車は千葉駅から総武本線成東駅、内房線君津駅、外房線上総一ノ宮駅、成田線成田空港駅、鹿島線鹿島神宮駅まで乗り入れている。
本項では、両線の輸送力増強計画以降の歴史や列車（横須賀線・総武快速線いずれかで完結するものや、一部区間で線路を共有するものを含む）などの説明を主体として記述する。また、横須賀線と総武快速線はいずれも東京駅を起点駅としているため、そこで上下が変化する。よって列車の走行区間などの区間表記順は、特記事項がない限り、横須賀線から千葉駅以東・以南の発着列車を含む両線相互直通列車（以下：相互直通列車）は駅ナンバリングの付番順および書籍（『鉄道ファン』などの趣味誌）の表記に倣い久里浜駅 →（横須賀線）→東京駅→（総武快速線）→千葉駅の順、横須賀線および総武快速線で完結する列車などは起点駅側→終点駅側の順を基本とする（詳細は後節を参照）。

## 概要
横須賀・総武快速線は、東京地区の電車特定区間（E電）の運転系統の一つであり、東京都心を南北に縦貫し、神奈川県横須賀市・逗子市・鎌倉市などの三浦半島内および横浜市・川崎市の各都市と、千葉県西部の市川市・船橋市・習志野市や県庁所在地の千葉市までを東京駅経由で結ぶ通勤・通学路線である。一部の列車は、千葉県中北部の佐倉市、千葉県東部の山武市成東地区や成田市にある成田国際空港、房総半島西部の君津市・同東部の一宮町、茨城県鹿嶋市の各都市に直通している。ラインカラーは、運用車両の車体色（通称：スカ色）の一部に近い色である「青」（■）で表されている。
本系統は、1965年（昭和40年）にJRの前身日本国有鉄道（国鉄）が策定した同年度を初年度とする第3次長期計画のうち、大都市の通勤輸送増強の一環として立てられた通勤・通学路線の混雑緩和と輸送力の増大を図るカンフル的なプロジェクト、通称：「通勤五方面作戦」の中から新たに創設された運転系統で、1972年（昭和47年）に総武本線東京駅 - 錦糸町駅間の新線と錦糸町駅 - 津田沼駅間の複々線化が完成して総武快速線が開業してから、1976年（昭和51年）には東京駅地下ホームの混雑緩和を目的とした品川駅までの延伸、1980年（昭和55年）には東京駅 - 大船駅間の横須賀線電車と東海道本線列車（以下、当該区間の東海道本線列車は〝湘南電車〟と表記）との別線化による分離運転の開始（通称：「MS分離」または「SM分離」）と同時に横須賀線と総武快速線との相互直通運転（通称：「SF直結」）開始を経て誕生した。それ以来、両線は一体的な運転系統となり、1981年（昭和56年）7月の複々線区間の千葉駅延伸、同年10月の稲毛駅停車開始を経て今日の運行形態が築かれている。
東京都心を貫通しての直通運転は京浜東北線や中央・総武緩行線（各駅停車）で昭和初期から行われてきていたが、快速運転で運転距離も100 kmを超える区間の直通運転は本系統が初めてであった。歴史背景も沿線状況も異なる線区同士の相互直通運転は「通勤五方面作戦」の結果であり、当初は「木に竹を接いだ」感もあったが、いまや定着し、湘南新宿ライン（2001年（平成13年）より運行開始）や上野東京ライン（2015年（平成27年）より運行開始）の先駆的役割を果たしたといえる。
横須賀線は、元からあった横須賀への軍港アクセス路線や鎌倉・逗子および三浦半島への観光連絡輸送路線としての役割の他に、湘南新宿ラインや相鉄線直通列車の乗り入れ開始も相まって、それら地域からの対東京副都心などへの通勤・通学路線としての役割が拡大し、総武快速線は、通勤・通学輸送の他に都心から香取市・銚子市などの千葉県北東部方面や館山市・鴨川市などの房総半島南部方面への観光連絡輸送や1978年（昭和53年）に開港した成田国際空港（当時・新東京国際空港）への空港アクセス輸送も担い、両線ともに多種多彩な役割を持っている。それに伴い、空港アクセス特急「成田エクスプレス」（1991年（平成3年）運行開始）や東京駅から千葉県各方面への特急列車が運行されている。
全区間が電車特定区間内であるが、編成の一部にクロスシートやトイレを備えた近郊タイプの電車が用いられ、グリーン車も2両組み込まれている。使用される列車の先頭部には「横須賀線-総武線」と表示されるが、相互直通運転を行わない列車（多数設定）などもこの表示である（詳細は後述）。2016年10月より導入された駅ナンバリングは、横須賀線久里浜駅から東京駅方面→総武快速線へと番号が付与されており、久里浜駅はJO 01、大船駅はJO 09、東京駅はJO 19、錦糸町駅はJO 22、船橋駅がJO 25、千葉駅がJO 28となっている（2018年に成田線方面にも付番され、四街道駅がJO 31、佐倉駅がJO 33、成田空港駅がJO 37となっている）。

## 本系統の特徴
本節では、本系統の他にはない特徴について記述する。

### 方向および区間表記
一般的に日本の鉄道では当該路線の起点駅から離れていく列車を「下り」、その逆を「上り」としている。横須賀線は正式な起点駅は大船駅であるが、東京駅 - 大船駅間に属している東海道本線および総武本線の起点駅はそれぞれ東京駅である。そのため、両線の方向は、以下のようになる。
- 横須賀線の場合：東京駅（大船駅）→久里浜駅方面が「下り」、久里浜駅（大船駅）→東京駅方面が「上り」[26][27]
- 総武快速線の場合：東京駅→千葉駅方面が「下り」、千葉駅→東京駅方面が「上り」[26][27]

上記に倣うと、本稿の両線および千葉駅以東・以南の路線、横須賀線か総武快速線で完結および一部区間で線路を共有する列車の方向を表記する際には、「下り」・「上り」という表記で、JTBおよび交通新聞社発行の時刻表などで区別されている。
ただし、両線は東京駅で上下が変化するので、相互直通列車はこのような表記での区別はされていない。この現象は京浜東北線や中央・総武緩行線と同様であるが、本系統においては京浜東北線の「北行」・「南行」や中央・総武緩行線の「東行」・「西行」のような方向表現は用いられていない。
相互直通列車は、趣味誌などでは久里浜駅→千葉駅の順で表記されている（冒頭文を参照）。

### 線路を共有する列車の分岐・接続地点
本系統の列車が使用する線路には、後述のように数多くの列車が乗り入れている。それら列車の分岐・接続駅および地点を下表に示す（※付き駅は、線路を共用する列車の分岐・接続地点が正式には存在しないまたは正式な位置とずれている地点から最近接駅。詳細は下表の下「分岐・接続地点が正式には存在しない地点およびずれている地点」の表を参照）。
| 路線／分岐・接続駅 | 路線／分岐・接続駅 | 分岐・接続駅を経由する路線・列車名                                              | 備考 | 出典                               | 注釈      |
| ------------------ | ------------------ | ------------------------------------------------------------------------------- | --- | ---------------------------------- | --------- |
| 横須賀線           | ※品川駅            | 新宿駅方面発着の特急「成田エクスプレス」など                                    | 特急「成田エクスプレス」の半数は、同じ号数の列車が走行する（詳細は後述）                                               | [ 30 ] [ 31 ] [ 32 ] [ 33 ]        | [ 注 16 ] |
| 横須賀線           | ※西大井駅          | 湘南新宿ライン、相鉄線直通列車、新宿駅方面発着の特急列車など                    | 湘南新宿ラインは、宇都宮線 - 横須賀線系統のみ停車                                                                      | [ 26 ] [ 34 ] [ 35 ] [ 36 ] [ 37 ] | [ 注 17 ] |
| 横須賀線           | ※武蔵小杉駅        | 相鉄線直通列車、新宿駅方面発着の特急列車など                                    | 湘南新宿ライン高崎線 - 東海道線系統は、品鶴線内では当駅のみ停車                                                        | [ 26 ] [ 34 ] [ 35 ] [ 36 ] [ 37 ] | [ 注 18 ] |
| 横須賀線           | ※鶴見駅            | 相鉄線直通列車、品鶴線、武蔵野線（武蔵野南線）からの特急・快速列車など          | 京浜東北線、鶴見線などの接続駅であるが、横須賀線用線路にはホームはない                                                 | [ 38 ] [ 39 ] [ 40 ] [ 41 ]        | [ 注 19 ] |
| 横須賀線           | 戸塚駅             | 東海道本線、湘南新宿ライン（高崎線 - 東海道線直通系統）など                     | 大船方の上下線にあるダブルクロッシング（複渡り線）で、東海道本線と横須賀線の両方に接続                                 | [ 26 ] [ 42 ] [ 43 ]               | [ 注 20 ] |
| 横須賀線           | 大船駅             | 総合車両製作所横浜事業所からの甲種輸送列車                                      | かつては、根岸線からの直通列車も存在した                                                                               | [ 26 ] [ 42 ] [ 43 ]               | [ 注 21 ] |
| 横須賀線           | 逗子駅             | 総合車両製作所横浜事業所からの甲種輸送列車                                      | 湘南新宿ライン（宇都宮線 - 横須賀線直通系統）の最南端発着駅                                                            | [ 26 ] [ 44 ]                      | [ 注 22 ] |
| 総武快速線         | ※錦糸町駅          | 中央急行線・総武緩行線経由の新宿駅発着の特急列車など                            | 両国方にある緩行線と快速線との渡り線で、双方に接続                                                                     | [ 45 ] [ 46 ] [ 47 ] [ 48 ] [ 49 ] | [ 注 23 ] |
| 総武快速線         | 新小岩信号場駅     | 総武本線貨物支線（越中島支線・新金貨物線）                                      | 構内南側で通称：越中島線（同信号場 - 越中島貨物駅間）および構内北側で通称：新金線（同信号場 - 金町駅間）とそれぞれ接続 | [ 46 ] [ 47 ] [ 48 ]               | [ 注 24 ] |
| 総武快速線         | 千葉駅             | 総武本線（特急「成田エクスプレス」など） 外房線（蘇我駅方面からの貨物列車）など | 緩行線の最東端駅 | [ 50 ]                             | [ 注 25 ] |

上表の※付き駅に分岐・接続する列車の地点とその説明を下表に示す。
| 分岐・接続地点 最近接駅      | 分岐・接続地点 最近接駅                                                                                               | 名称                                                                                        | 正式 分岐・接続駅 | 正式上の理由 | 出典                   |
| 分岐・接続地点 最近接駅      | 分岐・接続地点 最近接駅                                                                                               | 経由列車                                                                                    | 正式 分岐・接続駅 | 正式上の理由 | 出典                   |
| ---------------------------- | --- | ------------------------------------------------------------------------------------------- | ----------------- | --- | ---------------------- |
| 正式には存在しない地点       | 品川駅 - 西大井駅間品川方 （山手貨物線との分岐・接続地点） 最近接駅：品川駅                                           | 旧・目黒川信号場                                                                            | 品川駅            | 両信号場（大崎支線の線路も含む）とも大崎駅構内扱いであるが、品鶴線は正式には大崎駅を経由していない扱いであるため。 | 鉄道要覧など 趣味誌 。 |
| 正式には存在しない地点       | 品川駅 - 西大井駅間品川方 （山手貨物線との分岐・接続地点） 最近接駅：品川駅                                           | 特急「成田エクスプレス」                                                                    | 品川駅            | 両信号場（大崎支線の線路も含む）とも大崎駅構内扱いであるが、品鶴線は正式には大崎駅を経由していない扱いであるため。 | 鉄道要覧など 趣味誌 。 |
| 正式には存在しない地点       | 品川駅 - 西大井駅間西大井方 （通称：大崎支線（大崎駅からこの地点までの線路）との分岐・接続地点） 最近接駅：西大井駅   | 旧・蛇窪信号場                                                                              | 品川駅            | 両信号場（大崎支線の線路も含む）とも大崎駅構内扱いであるが、品鶴線は正式には大崎駅を経由していない扱いであるため。 | 鉄道要覧など 趣味誌 。 |
| 正式には存在しない地点       | 品川駅 - 西大井駅間西大井方 （通称：大崎支線（大崎駅からこの地点までの線路）との分岐・接続地点） 最近接駅：西大井駅   | 湘南新宿ライン 相鉄・JR直通線 新宿駅方面発着の特急列車など                                  | 品川駅            | 両信号場（大崎支線の線路も含む）とも大崎駅構内扱いであるが、品鶴線は正式には大崎駅を経由していない扱いであるため。 | 鉄道要覧など 趣味誌 。 |
| 正式には存在しない地点       | 馬喰町駅 - 錦糸町駅間地下トンネル両国口 （両国駅旧・旅客列車ホームから出る線路との分岐・接続地点） 最近接駅：錦糸町駅 | 両国駅〔快速線〕                                                                            | 錦糸町駅          | 両国駅は正式には錦糸町駅 - 御茶ノ水駅間の支線にある駅で、快速線（総武本線）は両国駅を経由しない扱いのため。 | 鉄道要覧など 趣味誌    |
| 正式には存在しない地点       | 馬喰町駅 - 錦糸町駅間地下トンネル両国口 （両国駅旧・旅客列車ホームから出る線路との分岐・接続地点） 最近接駅：錦糸町駅 | BOSO BICYCLE BASE （「B.B.BASE」房総バイシクルベース） 過去の両国駅発着の特急・急行列車など | 錦糸町駅          | 両国駅は正式には錦糸町駅 - 御茶ノ水駅間の支線にある駅で、快速線（総武本線）は両国駅を経由しない扱いのため。 | 鉄道要覧など 趣味誌    |
| 正式な位置とはずれている地点 | 武蔵小杉駅 - 新川崎駅間武蔵小杉駅南踏切付近（貨物線との分岐・接続地点） 最近接駅：武蔵小杉駅                          | 新鶴見信号場〔北端〕                                                                        | 鶴見駅            | 新鶴見信号場の正式地点は品川駅起点13.9kmにある南武線（通称：尻手短絡線）との接続地点で、その位置が新川崎駅 - 鶴見駅間になるため。 なお、新鶴見信号場 - 鶴見駅間は東海道本線（品鶴線）と武蔵野線および南武線の三重複区間である。 | 鉄道要覧など 趣味誌 。 |
| 正式な位置とはずれている地点 | 武蔵小杉駅 - 新川崎駅間武蔵小杉駅南踏切付近（貨物線との分岐・接続地点） 最近接駅：武蔵小杉駅                          | 相鉄・JR直通線 新宿駅方面発着の特急列車など                                                 | 鶴見駅            | 新鶴見信号場の正式地点は品川駅起点13.9kmにある南武線（通称：尻手短絡線）との接続地点で、その位置が新川崎駅 - 鶴見駅間になるため。 なお、新鶴見信号場 - 鶴見駅間は東海道本線（品鶴線）と武蔵野線および南武線の三重複区間である。 | 鉄道要覧など 趣味誌 。 |

### 旅客案内
JR東日本の公式サイトでは基本的に東京駅以西が「横須賀線」、東京駅以東が「総武線」の区間として扱われているが、上記の区分によれば横須賀線に属する品川駅の構内図で「総武線（快速）」となっているなど、例外もある。
東京駅以西では普通列車扱いとなるため、種別を付けず「横須賀線」と表記されている駅がほとんどであるが、大船駅の駅構内図ページなどまれに「横須賀線（快速）」と表記されるケースもある。
東京駅以東については、駅構内図ページでは主に「総武線（快速）」と表記されているが、JR東日本の公式サイト内でも「総武線快速」（時刻表ページ）、「総武快速線」（運行情報ページ）などの表記揺れがある。また特急列車が停車する駅では「特急」や列車名を呼称に含める場合もあり、錦糸町駅および船橋駅の構内図では「総武線（特急・快速）」、東京駅の構内図では「横須賀・総武線（快速・成田エクスプレス）」、「横須賀・総武線（快速・特急しおさい号）」と記載されている。
両区間の総称として、主に「横須賀・総武線（快速）」が用いられるほか、JTBパブリッシング発行の時刻表などでは「横須賀線・総武線（快速）」、JR東日本の路線図では「横須賀線・総武線快速」と表記されている。本稿の表題である「横須賀・総武快速線」は、『鉄道ピクトリアル』や『鉄道ジャーナル』、『鉄道ファン』などの趣味誌に、特集記事などで記載されている。

## 歴史
本節では、横須賀線と総武快速線の通勤輸送力増強計画からの歴史・沿革について記述する。
（節全体の出典：）

### 両線の通勤輸送力増強計画
高度経済成長を迎えたころ、同じ線路（東海道本線旅客線）を共用して運行していた東京駅 - 大船駅間の東海道本線の小田原・熱海方面の列車（湘南電車）と、横須賀線の逗子・横須賀方面と直通する電車は、通勤ラッシュによる混雑が日を追うごとに深刻化し、増発を繰り返した結果、輸送力が限界に達していた。一方総武本線も朝のラッシュ時を中心に他の東京近郊の主要路線同様、混雑をきわめていた。そのような状況の中、国鉄千葉鉄道管理局（現・東日本旅客鉄道千葉支社）では様々な計画案が立案されていた。
一例として1962年（昭和37年）に発表された段階案では、
- 旧型車両8輌編成を101系10輌編成に置き換え、2割の輸送力増強をはかる。
- 新宿駅での中央線上り快速電車と同様に、新小岩駅（案）に島式ホームを増設し交互発着を行うことで運転間隔を20秒短縮、さらに2割の輸送力増強を図る。
- 1965年（昭和40年） - 1970年（昭和45年）の間に御茶ノ水駅 - 市川駅、市川駅 - 津田沼駅、津田沼駅 - 千葉駅の3区間に分けて複々線化。急行線では1962年（昭和37年）より25分の時間短縮を図る。停車駅は市川駅、船橋駅、津田沼駅、千葉駅を予定。ただし、東京都内は未定とした。さらに貨物列車も分離し輸送力を2倍とする。

このほかにも、当時最高混雑区間であった亀戸駅 - 新小岩駅を先行して複々線化する案などがあった。
1965年（昭和40年）になると、日本国有鉄道（国鉄）は、それまで幹線輸送力に重点を置き、混雑緩和策を電車の増発および増結によって図ってきた1961年（昭和36年）度からの第2次5ヵ年計画を1964年（昭和39年）に打ち切り、1965年（昭和40年）度を初年度とする第3次長期計画を策定した。この計画は、1971年（昭和46年）度までの7年間におよび都市間旅客輸送、長距離貨物輸送とならび、大都市の通勤輸送増強が計画的に遂行されるようにしたもので、このうち大都市の通勤輸送増強策のプロジェクトとして、東京方面から首都圏5方面へ延びる東海道、中央、総武、常磐、東北各線の複々線／三複線化は、通称：「通勤五方面作戦」と呼ばれた。本系統においては、総武本線東京駅 - 津田沼駅間の複々線化、東海道本線東京駅 - 小田原駅間の線路増設による東京駅 - 大船駅間における横須賀線電車と湘南電車との別線化・系統別分離運転、そして横須賀線と総武本線を東京駅地下ホームで結んだ両線の相互直通運転が計画された。

### 総武快速線新設（複々線化）
本節では、総武快速線新設の計画からSM分離および直通運転開始直前までを記述する。

#### 総武快速線新設計画
総武快速線新設に関する主な計画は以下のとおりである（出典：）。
1. （横須賀線品川駅 - ）東京駅 - 両国駅を地下トンネルで新設して、秋葉原駅での乗り換えの解消をはかる。
2. 両国駅 - 津田沼駅間は在来線併設の複々線とする。
3. 東京駅 - 錦糸町駅間に新日本橋駅・馬喰町駅を設置する。
4. 在来線併設区間の線路使用は線路別として、東京駅に乗り入れる新線には快速列車などを運行する。
5. 快速の停車駅は、3.の区間内の駅と新小岩駅・市川駅・船橋駅・津田沼駅として、快速線にそれぞれホームを設置する。
6. 西船橋駅に営団地下鉄東西線（現・東京メトロ東西線）との相互乗入れ設備を設ける。
7. 小岩駅 - 西船橋駅間および船橋駅付近を高架化、さらにその他区間の踏切を単独立体交差をさせて、全体で56ヶ所の踏切を除去する。
8. 貨物取扱駅を新小岩駅（のちに同駅の貨物扱いを分離した新小岩操駅→現・新小岩信号場駅）、西船橋駅山側へ集約、整理統合を行う。
9. 亀戸駅 - 新小岩操駅に貨物線を増設し、亀戸駅付近で本線と立体交差する。

前記の計画に対する追加事項として
1. 総武線増線（総武快速線）は、別途計画の東海道本線増線（東京駅 - 品川駅間の地下区間）と東京駅で相互に直通する（1967年（昭和42年）4月に追加）。
2. 総武快速線および房総ローカル線運用の113系（1000番台）、房総特急の183系、房総急行の165系を収容する幕張電車区（現・幕張車両センター）を津田沼駅 - 幕張駅間に新設する（同年11月に追加）[注 36]。

計画時の地下トンネルおよび複々線の完成時期については、1971年（昭和46年）以降とされた。
また、東京駅 - 両国駅間の建設ルート案は、以下のような案が出された（下記の金額は計画当時の予定額）。
1. 在来線に腹付線増する（工費約380億円）
2. 神田川上に高架線を建設して神田駅に入る（工費約320億円）
3. 地下線を建設し東京駅に直通する（工費約210億円）

前記3ルートを比較した結果、従来から東京駅方面への乗換駅であった秋葉原駅の混雑を緩和する目的も加味して、建設費用が最少で運行距離が最短の3.の地下線案に決定した。
1965年（昭和40年）4月に両国駅 - 津田沼駅間の複々線化および東京駅 - 両国駅地下トンネル工事の着工を開始、地下トンネル工事は、軟弱地盤を通過することから大半がシールド工法によって建設され、隅田川との交差部はケーソン9基を両岸に仮設した築島から沈下させ、水中で次々に水平方向に押し進めることでケーソンを接続する築島ケーソン工法がとられた。この区間は信号見通し距離の確保が困難であったため、保安装置として国鉄在来線で初となる車内信号方式の自動列車制御装置（ATC）が導入された。長大トンネルのため、乗り入れ車両はA基準対応車両のみとされ、新製車両はつとめてA-A基準対応とすることが定められた。このため、A-A基準に準拠して新製された113系1000番台と183系が投入されたが、両国駅および新宿駅発着の房総急行（うち房）で使用していた165系については、保安装置が対応していないため、地下区間への乗り入れは行わないことにした。このトンネルは、「総武トンネル」（東京駅 - 品川駅間は「東京トンネル」）と呼ばれ、国鉄初の都市内トンネルとなった。また、同トンネルから複々線へのアプローチが設けられたのは両国駅構内だが、隅田川をくぐるための約34‰の急勾配によって両国駅にはホームを設置することができず、計画段階で快速の停車駅に定められた錦糸町駅が東京方面と御茶ノ水方面の分岐駅としての役割を担うことになった。
複々線化にあたり、線路別複々線とするか方向別複々線とするかが検討され、線路別複々線が選ばれた。方向別にすると快速停車駅での各駅停車と快速の乗り換えには便利だが、線路別複々線には以下の利点があった。
- 両国駅・錦糸町駅付近での大規模な立体交差を避けることができる
- 貨物列車が緩行線をまたぐ必要がなく、立体交差を避けることができる[注 42]
- 快速に乗客が集中することを防ぎ、各駅停車との乗車率の均衡を図ることができる
- 津田沼駅 - 幕張駅間に新設する幕張電車区を、上下快速線間に抱き込み配線で設置できる（複々線千葉延長時）

両国駅 - 錦糸町駅間は、開業以来デッキガーダーによる高架線となっていたが、地盤沈下と老朽化のため、新規に高架線を建設した。亀戸駅 - 新小岩駅間には、亀戸駅から南下し小名木川駅方面へ向かう貨物線に接続する単線（路盤は複線に対応）の線路を別途建設、この区間は5線となった。優等列車待避は市川駅と錦糸町駅で可能としたが、錦糸町駅には当面全列車が停車することから通過線は敷設せず、地下駅である東京駅の電留線機能設置を目的として、駅構内客車操車場跡に電留線を設置、また、錦糸町駅は、東京方面と御茶ノ水方面の分岐駅となった。なお、総武本線の混雑緩和のため、複々線化に先立ち西船橋駅に営団地下鉄東西線（現・東京メトロ東西線）との直通乗入れ連絡施設を設けて、1969年（昭和44年）4月8日に相互直通運転を開始、直通列車が津田沼駅まで乗り入れた。

#### 快速線開業後からSM分離および相互直通運転開始直前まで
総武快速線は1972年（昭和47年）7月15日に開業し、同時に総武本線の起点駅は御茶ノ水駅から東京駅に変更、両国駅を含む錦糸町駅 - 御茶ノ水駅間は錦糸町駅を起点とする総武本線の支線（錦糸町駅起点）となった。
複々線化区間は津田沼駅までだったため、津田沼駅 - 千葉駅間は快速・特急などが各駅停車と同じ線路を利用し、快速は津田沼駅 - 千葉駅間はノンストップであった。同線開業と同時に、それまで101系10両編成で運転されていた快速電車は全て新造車の113系電車11両編成に置き換わり、その配置区として幕張電車区が開設された。また、成田駅や房総方面への直通運転も開始され、成田駅には8往復、内房線木更津駅・君津駅には11往復、外房線上総一ノ宮駅・大原駅には8往復がそれぞれ運転された。
また、総武快速線の開業と同時に外房線が全線電化され、外房線・内房線の優等列車にも大きな変化があった。それまで、外房線では急行「そと房」がキハ55系、キハ28・58系使用で、内房線では急行「うち房」が165系使用で、それぞれ両国駅や中央本線新宿駅発着で運行されていたが、新たに183系を使用した東京駅地下ホームおよび新宿駅（一部）発着の特急「わかしお」（外房線）・「さざなみ」（内房線）の運行を開始した。また、急行列車も残され、両国駅や新宿駅を発着して房総半島を一周する165系使用の電車急行に変更、列車名も急行「うち房」から内房線→外房線回りの急行「なぎさ」、急行「そと房」から外房線→内房線回りの「みさき」と変更されたが、両者とも勝浦駅 - 安房鴨川駅 - 館山駅間は普通列車扱いとなった。一方、北総3線（総武本線・成田線・鹿島線）については、前述の総武快速線開業以降もキハ55系、キハ28・58系を使用した両国駅・新宿駅発着の気動車急行「犬吠」（総武本線）・「水郷」（成田線・鹿島線）が運行され、一時期房総半島方面の電車特急・急行列車と北総方面の気動車急行列車が、総武快速線の線路を共用していた。その後、1974年（昭和49年）10月25日の北総3線の全線電化を経て翌1975年（昭和50年）3月10日のダイヤ改正において、183系使用の東京駅地下ホーム発着の特急「しおさい」（総武本線）・「あやめ」（鹿島線）が新設され、急行列車は「水郷」の鹿島線直通列車が「鹿島」となり「水郷」から分離独立および「犬吠」・「水郷」ともども電車化されたほか、同時に内房線・外房線の急行列車における房総半島一周運転が取りやめられ、列車名は「内房」・「外房」となり線内折り返しとなった。この結果、房総各線の優等列車は183系使用で東京駅地下ホーム発着の特急列車と、それを補完する153系・165系使用で新宿駅・両国駅発着の急行列車という体制になった。
総武本線の複々線化によって都内への通勤時間が短縮され、千葉駅以遠の宅地化が進んだことで、快速線の利用者数は他線区と比べて著しい伸びを示し、1975年（昭和50年）ごろになると東京駅地下ホームから地上へ上がるエスカレーターや地下中央通路の混雑が問題となった。そこで、東京駅に集中する快速線の下車客を新橋駅と品川駅に分散させることを意図した緊急避難措置として、1973年（昭和48年）6月に完成していた東京駅 - 品川駅間の地下別線を活用して、1976年（昭和51年）10月1日のダイヤ改正で総武快速線を品川駅まで延長させた。品川駅への乗り入れは、当初は朝夕のラッシュ時のみの予定であったが、乗り入れ時間帯は上下とも7時から始まり、上りは18時台、下りは19時台までで、本数は平日46往復・休日36往復となった。なお、この前後での横須賀線との相互直通運転は、その先の貨物新線が建設反対運動の余波で開業のメドが立たない状態で、相互直通運転開始の準備はおろかそれ自体が先送りの連続だった（詳細は、次節「SM分離」以降）。

### SM分離
「SM分離」とは、東京駅 - 大船駅間で線路を共有していた横須賀線電車と湘南電車との系統別分離運転を指す呼称で、前者がS電、後者がM電と呼ばれていたことに由来する（詳細は後述）。本節では、計画段階から分離運転開始までを記述する。

#### 横須賀線電車と湘南電車との路線分離計画

品鶴線に導く大崎付近概略図

東京駅 - 大船駅間の横須賀線電車と湘南電車との路線分離に関する主な計画は以下のとおりである。
1. 東京駅 - 品川駅間の別線（地下線）を線増する。
2. 品川駅 - 鶴見駅間は、品鶴貨物線を転用する。その内、新鶴見操車場（現・新鶴見信号場） - 鶴見駅間は東側に併設線増して、在来貨物線を取り付ける。
3. 新鶴見操車場構内に、新川崎駅を新設する。
4. 鶴見駅 - 大船駅間は、鶴見駅 - 東戸塚駅に貨物列車専用の別線を新設、同区間の在来貨物線は旅客用に転用、東戸塚駅 - 大船駅間に貨物専用線を在来線に併設線増する。
5. 保土ケ谷駅の旅客ホームは、在来貨物線上に新設[注 52]、貨物設備は別線上に新設する駅（現・横浜羽沢駅）に移設する。

先に着工していた東京駅 - 両国駅間と繋げるべく東京駅 - 品川駅間の地下線を1968年（昭和43年）3月に着工、前者区間同様に大半がシールド工法によって建設されたが、新橋駅および品川駅構内の一部は地上からの開削工法とした。後者区間は重要構造物との交差・近接が多く（有楽町のビル街や地下鉄路線など）、トンネルを深い位置に掘らねばならず、さらに、一部区間の地質が悪く工事が難航、圧縮・凍結・薬液注入工法等多くの新技術を導入して、トンネル建設を施工した。この工事は1973年（昭和48年）6月28日に完成している。

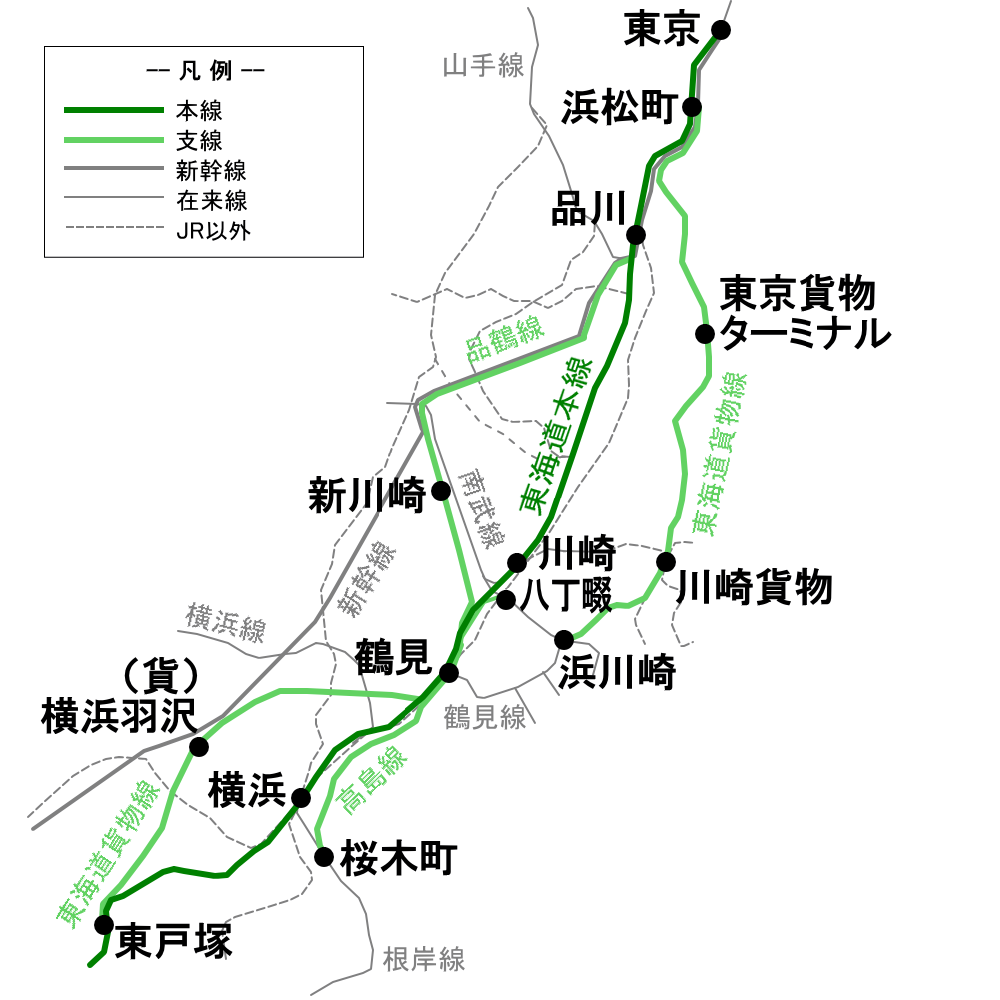
東海道本線と、その貨物支線

一方、地上の貨物線の建設は、まずは品鶴貨物線を転用するにあたり、武蔵野線と汐留駅（現・廃止） - 東京貨物ターミナル駅 - 塩浜操車場（現・川崎貨物駅） - 鶴見駅間に湾岸貨物線を建設、これらの貨物線を1973年（昭和48年）10月から1976年（昭和51年）3月までに開業して、そこに貨物列車を転移させた。
次に在来貨物線の鶴見駅 - 大船駅間のうち、鶴見駅 - 東戸塚駅間は、横浜駅付近の市街化が進み線増が困難なため、北方に迂回する貨物支線新線を建設することにした。この新線は、武蔵野貨物線・新鶴見方面または川崎貨物駅経由東京貨物ターミナル駅方面からの線路と合流する鶴見駅構内で、根岸線方面への貨物線（高島線）と京急本線花月総持寺駅付近で分岐、同線生麦駅付近からトンネルに入り東海道旅客線などと交差、横浜線大口駅付近を高架で交差したのち、貨物専用の横浜羽沢駅へ至り、同駅から2本のトンネルを経て相鉄本線上星川駅付近を高架で交差したのち、長大トンネルで保土ケ谷の丘陵地帯を抜けて東戸塚駅で旅客線と合流、東戸塚駅 - 大船駅間は旅客線に沿って新たに貨物用の複線を敷設、横須賀線電車用・湘南電車用と併せて三複線とする計画であり、これら貨物新線の建設は、汐留駅 - 塩浜操車場 - 鶴見駅 - 小田原駅間の新たな貨物ルートを構成すると同時に、横須賀線電車と湘南電車の線路を分離して、輸送力の大幅な増強を図るものであった。

#### 難渋したSM分離および相互直通運転
（本節全体の出典…）
1967年（昭和42年）時点で国鉄は、東京駅 - 津田沼駅間複々線化および総武線側の東京駅地下ホーム使用開始を1971年（昭和46年）4月に、東京駅 - 品川駅間の地下線増設および同駅地下ホーム全面使用開始を1972年（昭和47年）10月の予定であった。しかし、地下トンネルの地質の問題から工事が難航、当初の予定を繰り下げ地下ホームの使用開始を総武快速線側は1972年（昭和47年）7月に、東海道本線（横須賀線）側は1974年（昭和49年）4月から1975年（昭和50年）度までの予定にした。総武快速線は予定通り1972年（昭和47年）7月15日に開業したが、横須賀線は前述の地下別線は完成していたものの、その先の鶴見駅 - 東戸塚駅間の貨物新線建設に対する用地買収などに難渋したため、湘南電車との分離運転および相互直通運転が計画通り進まなかった。
その経緯は、1966年（昭和41年）4月に東海道本線東京駅 - 小田原駅間線路増設工事を国鉄理事会で決定、工事実施計画の認可が同年5月に下りたことで、国鉄は用地買収するため、貨物新線建設の計画を発表した。ところが、突然発表された計画に恩恵を直接受けない沿線住民によって貨物線建設反対運動が起こり、同年9月と1967年（昭和42年）5月に相次いで「貨物線反対同盟」を結成、6月には各地の反対同盟が連合した「反対同盟連合協議会」を結成して、反対運動を展開した。しかし、国鉄との交渉を続けていた1969年（昭和44年）6月に、絶対反対から条件闘争へと転換する地区が反対同盟連合から脱退、同年横浜市は貨物線建設は通勤輸送緩和のためやむを得ないとして、国鉄に十分な騒音・振動対策を求めたが、納得がいかない一部住民は強硬に反対した。1970年（昭和45年）3月6日に横浜市議会が反対請願を不採用とする決議を採択、これにより住民側の反対運動の大勢は条件闘争へと向かう。国鉄は、1970年（昭和45年）2月17日に土地収用法による事業認定を申請、それに対し反対同盟連合は阻止闘争などを続けたが、1972年（昭和47年）3月になると建設反対強硬派の一部住民が反対同盟連合から脱退、条件派の協議会を結成、事実上反対同盟連合は分裂した。これにより、同年には国鉄と条件付き賛成派が建設に合意、ほぼ全線で着工されたが、最後まで強硬に反対していた横浜線との交差付近の500mの区間の住民に対し、1974年（昭和49年）7月17日に建設大臣（当時）による土地収用法に基づく事業認定の公示があり、絶対反対の地区に対しては土地収用法が適用され、1978年（昭和53年）6月3日には神奈川県収用委員会は収用の裁決を下し、その地区を強制収用して、1976年（昭和51年）3月までにこの区間を除いた建設工事が終了していた新貨物線を突貫工事で完成させた。このような反対運動により新貨物線の開通が遅れたため、完成していた東京駅 - 品川駅間地下別線については、前述の混雑が問題となり、1976年（昭和51年）10月1日に総武快速線を延長して開業させた。また、1977年（昭和52年）9月には、国鉄が地元から長年要望されていた保土ケ谷駅 - 戸塚駅間に新駅（東戸塚駅）の設置を決定した。
こうした紆余曲折を経てようやく、1979年（昭和54年）10月1日に新貨物線は開業、東京駅 - 小田原駅間は上図のほか線路増による完全客貨分離が完成、そのうち東京駅 - 大船駅間は1980年（昭和55年）10月1日から、横須賀線電車と湘南電車との別線化による系統別の分離運転を開始した。分離された区間のうち、東京駅 - 品川駅間は、1976年（昭和51年）10月1日に開業した総武快速線から続く地下区間であり、品川駅 - 鶴見駅間は、1929年（昭和4年）8月21日に開業した貨物専用線の通称品鶴線を転用、鶴見駅 - 大船駅間は、1928年（昭和3年）3月20日までに平塚駅まで開業していた貨物線の転用、よって同区間の横須賀線の走行線路は、地下区間を除き、それぞれ既存貨物線の転用によるものである。

### SM分離および相互直通運転開始から民営化直前まで

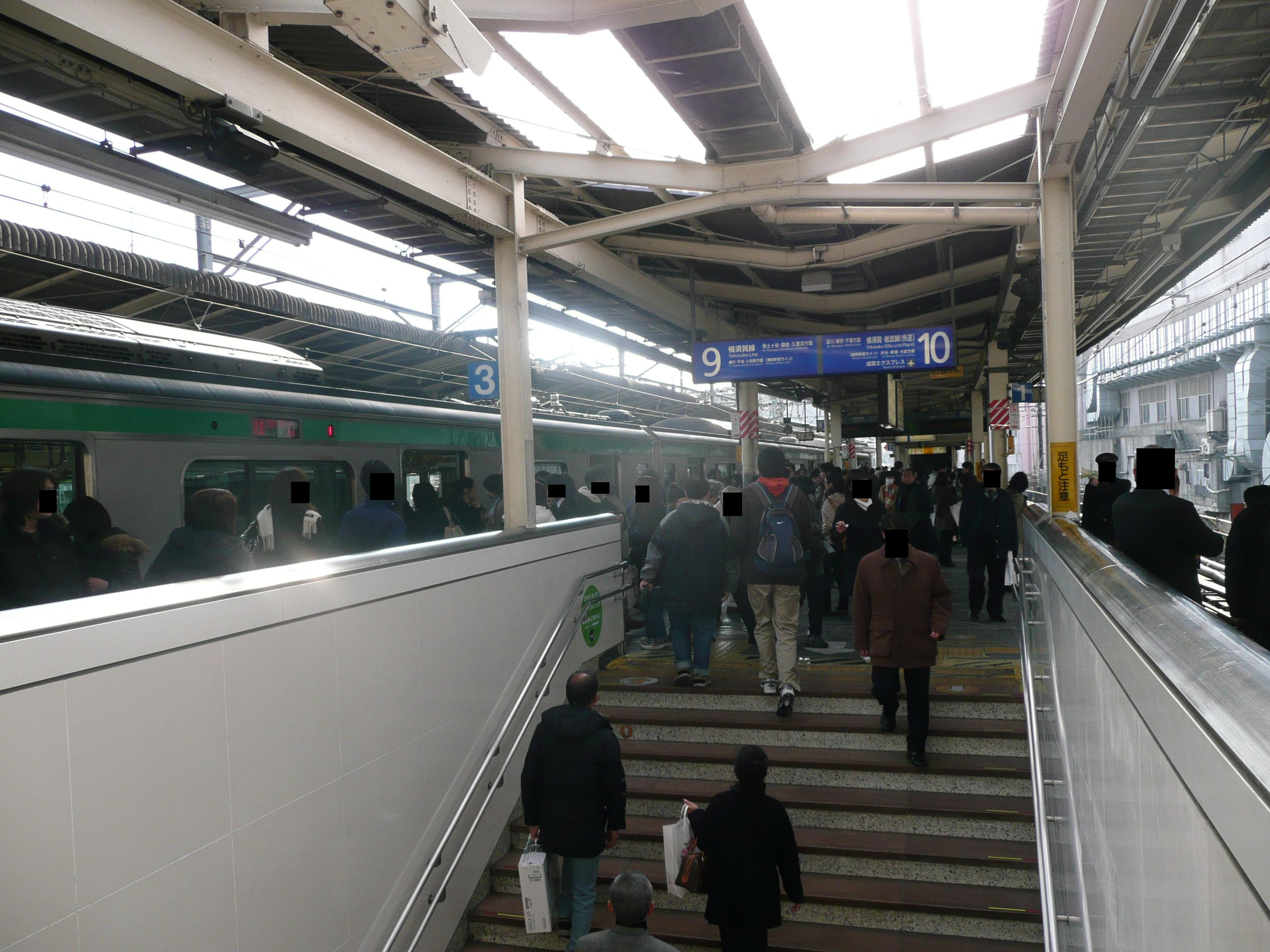
「横須賀線」は「東海道線」とは独立した別の線路がある（横浜駅の横須賀線ホーム）

横須賀線電車と湘南電車は系統別の分離運転を、横須賀線と総武快速線は相互直通運転を開始、前者を「SM分離」、後者を（総武快速線の列車番号はFのため）「SF直結」と呼んだ（詳細は後述）。同時に幕張電車区所属の総武快速線運用車は横須賀線と編成を合わせるためグリーン車2両を連結、編成も最大15両編成となった。品川駅 - 横浜駅間は品鶴線に迂回するため、東海道本線より2.9 km長く、所要時間も東海道本線より5分延び、さらに東京駅地下ホームから地上へ上がるまで3分 - 5分かかるため、合計8分 - 10分の差が生じることとなった。また、両線が直通運転をしたため、東京駅で着席できないなどの問題も生じた。さらに、この改正から横須賀駅 - 久里浜駅間の区間運転が逗子駅まで拡大、車両も付属の4両編成での運転となった。
1981年（昭和56年）7月6日には津田沼駅 - 千葉駅間の複々線化が完成し、複々線区間は錦糸町駅 - 千葉駅間となった。同年10月1日ダイヤ改正では、横須賀線のスピードアップおよび停車時分の短縮を図って品川駅 - 横浜駅間の所要時間を1分30秒縮め、データイムには毎時1本が久里浜駅に直通するようにし、さらに稲毛駅への停車を開始した。同年12月20日には千葉駅構内東京方（緩行線西千葉駅付近）の総武本線・成田線ルートと外房線・内房線ルートとの立体交差化が完成した。1982年（昭和57年）11月15日のダイヤ改正では、両国駅および新宿駅発着の急行列車を全て特急列車に格上げ、両国駅 - 銚子駅（成田線回り）間運転の特急「すいごう」も新設した（この改正前およびその後の特急・急行列車の歴史については、「しおさい (列車)#総武本線優等列車沿革」、「あやめ (列車)#成田線・鹿島線優等列車沿革」、「さざなみ (列車)#内房線優等列車沿革」、「わかしお (列車)#外房線優等列車沿革」をそれぞれ参照）。1984年（昭和59年）2月1日のダイヤ改正では、横須賀線東京駅 - 大船駅間の最高速度を95 km/hから100 km/hに向上、東海道・横須賀線の朝の通勤時間帯の混雑率の平準化が図られ、千葉駅では成田線ホームが増設されて当初の計画通りの設備がほぼ完成した。同年7月23日から東京駅 - 津田沼駅間で「ホームライナー津田沼」の運行を開始した（詳細は後述）。1986年（昭和61年）4月2日には西大井駅が開業、その後本系統は1987年（昭和62年）4月1日の国鉄分割民営化によって東日本旅客鉄道に継承された。

### 成田空港への連絡輸送
総武本線の複々線化の目的は、通勤輸送と並び成田空港（新東京国際空港）への連絡輸送であった。1972年（昭和47年）7月15日の総武快速線開業時から、成田駅への直通運転は8往復運行されていた。1973年には開港の見込みが立った事から、アクセス列車用として総武快速にグリーン車（サロ113を新製）を組み込んだ編成を用意して開港に備えたが、反対運動の激化により開港の目処が立たず、サロ113は横須賀線に貸出された他は幕張電車区等で留置を余儀なくされた。1978年（昭和53年）になって漸く開業の目処が立ち、3月1日には空港輸送関連に伴い、1日9往復の千葉駅発着の快速を成田駅まで延長、これにより以前の8往復と合わせ毎時1本が成田駅まで運転されるようになった。空港の開港は、地元の強力な建設反対運動に伴い、大幅に遅れ同年5月20日となった。しかし、成田空港までは成田駅からバスで約25分かかり、空港輸送は京成電鉄「スカイライナー」か、東京空港交通リムジンバスの利用が中心だった。その後、成田新幹線が計画されるが、沿線で建設反対運動が起こり、1983年（昭和58年）には工事が凍結、1987年（昭和62年）4月1日の分割民営化により計画が失効した。ただし、成田線との交差部分（成田市土屋）と成田空港までの路盤と空港直下の地下駅および東京駅地下ホームへの連絡通路の一部は、成田新幹線用として建設され完成していた。
同年、当時の運輸大臣である石原慎太郎が、完成していた施設を利用してJR成田線および京成電鉄京成本線の成田空港への延長を指示、1991年（平成3年）3月19日に成田線（空港支線）成田駅 - 成田空港駅間開業、「成田エクスプレス」の運転を開始、成田空港へは「成田エクスプレス」（1時間に1 - 2本）と快速（1時間に1本）が乗り入れるようになった。これに伴い特急「さざなみ」「わかしお」は、前年に東京駅まで乗り入れるようになった京葉線経由になり、臨時列車を除き総武快速線を走行しなくなった。この開業により、横須賀・総武快速線は成田空港への空港連絡鉄道としての使命を持つようになり、同年5月1日から成田空港駅発着の快速は「エアポート成田」の愛称が付与された。また、1992年（平成4年）12月3日には空港第2ビル駅が開業した。さらに、1991年（平成3年）4月26日から1992年（平成4年）11月29日までの間、特急「成田エクスプレス」を補完する目的で、臨時列車として特別快速「エアポート成田」が（大船駅 - ）東京駅 - 成田空港駅間で運行された。なお、2018年（平成30年）3月17日のダイヤ改正で快速「エアポート成田」の愛称は使用を取り止めた。

### 民営化後の横須賀・総武快速線
両線の車両は国鉄時代から113系1000番台・1500番台で、全車冷房化が完了、民営化後もそのまま使用され続けていたが、ダイヤ上の最高運転速度は100 km/hで、製造以来20数年を経過していたことから、通勤通学輸送の混雑緩和のため4扉構造を採用した新型車両に置き換えられることになり、1994年（平成6年）12月3日のダイヤ改正からステンレス製車両E217系電車30両（基本編成11両×2本、付属編成4両2本）が大船電車区（現・鎌倉車両センター）に配属され営業運転を開始した。また、この改正から、東京駅 - 成田駅（一部は成田空港駅）間に平日のみ朝上り1本、夜下り1本の通勤快速が運行開始した（詳細は後述）。その後、113系1000番台・1500番台は、大船電車区所属が1998年（平成11年）度までに転属および廃車にて、幕張電車区所属車は1999年（平成11年）12月4日のダイヤ改正にてそれぞれ全車E217系に置き換えられ、同時に最高速度も100 km/hから120 km/hに引き上げられた。これにより、東京駅 - 千葉駅間の所要時間が平均2 - 3分短縮され、最速で38分になった。なお、113系は同年11月23日に「さよなら快速113系号」が津田沼駅 - 横須賀駅間往復の団体列車として運転された。2001年（平成13年）12月1日より湘南新宿ラインの運行が開始され、横須賀線からはデータイム（新宿駅基準で10時〜17時）に新宿駅 - 逗子駅・横須賀駅まで毎時1本運転された。使用車両は215系とE217系であった。なお、この列車は2004年（平成16年）10月16日のダイヤ改正の前日まで運行された。
2004年（平成16年）2月29日にATCの設備老朽化に伴い、東京トンネル（品川駅 - 錦糸町駅間）内の保安装置がATCからATS-P形への変更により、閉塞方式を車内信号閉塞式から複線自動閉塞式へそれぞれ変更、これで、すでに東京トンネルを挟む横須賀線や総武快速線の区間ではATS-Pが導入されていたことから、品川駅および錦糸町駅で行っていた保安装置切替が必要なくなり、保安装置の一本化が実現した。2015年（平成27年）3月14日のダイヤ改正から、特別快速が東京駅 - 内房線館山駅間で平日のみ1往復運行されたが、2017年（平成29年）3月4日のダイヤ改正をもって、登場からわずか約2年で廃止された。
2018年（平成30年）9月4日に、JR東日本がE217系を置き換えるための新型車両：E235系1000番台を新製すると発表 、12月8日には新小岩駅のホームドアが使用開始され、本系統およびグリーン車付き列車では初のホームドア使用となった。2019年（平成31年）3月16日のダイヤ改正により「ホームライナー千葉」が廃止、同年（令和元年）10月12日に令和元年東日本台風（台風19号）による大雨の影響で、武蔵小杉駅横須賀線構内が浸水する被害を受けた。2020年（令和2年）12月21日にはE235系1000番台の運行が開始された。

### 年表
- 1972年（昭和47年）7月15日：総武快速線東京駅 - （両国駅 - ）錦糸町駅間地下トンネルおよび（両国駅 - ）錦糸町駅 - 津田沼駅間複々線化完成、東京地下駅開業伴い総武快速線運行開始。特急「さざなみ」・「わかしお」、急行「なぎさ」・「みさき」運行開始。
- 1973年（昭和48年）6月28日：東海道本線東京駅 - 品川駅間別線（地下線）が完成。
- 1975年（昭和50年）3月10日：同日実施のダイヤ改正により、特急「しおさい」・「あやめ」運行開始。特急列車は全てが東京駅地下ホーム発着に変更。急行列車は「犬吠」・「水郷」が電車化、急行「鹿島」運行開始。急行「なぎさ」を「内房」へ、「みさき」を「外房」へそれぞれ改称。
- 1976年（昭和51年）10月1日：東京駅地下中央通路の混雑緩和のため、東京駅 - 品川駅間の別線（地下線）開業。総武快速線が品川駅まで乗り入れ。
- 1978年（昭和53年）3月1日：新東京国際空港（現・成田国際空港）開港を同年5月20日に控え、千葉駅着の快速9往復を成田駅まで延長。また一部の総武快速を13両編成化。
- 1979年（昭和54年）10月1日：東海道貨物線鶴見駅 - 横浜羽沢駅 - 戸塚駅間開業。
- 1980年（昭和55年）10月1日：東海道本線および横須賀線、別線化による系統別の路線分離を開始。横須賀線および総武快速線相互直通運転開始。新川崎駅、東戸塚駅開業。保土ケ谷駅が横須賀線のみ停車。
- 1981年（昭和56年）
  - 7月6日：津田沼駅 - 千葉駅間の複々線化工事が終了。複々線化以前は快速通過駅であった稲毛駅にホームを建設。
  - 10月1日：ダイヤ改正により稲毛駅に快速が停車。
  - 12月20日：千葉駅構内東京方の快速線において、総武本線・成田線ルートと外房線・内房線ルートとの立体交差化完成。
- 1982年（昭和57年）11月15日：ダイヤ改正により、両国駅および新宿駅発着の急行列車を全て特急列車に格上げ、両国駅 - 銚子駅（成田線回り）間に特急「すいごう」を新設。
- 1984年（昭和59年）
  - 2月1日：ダイヤ改正により横須賀線東京駅 - 大船駅間の最高速度を95 km/hから100 km/hに向上。千葉駅成田線ホーム増設。
  - 7月23日：東京駅 - 津田沼駅間で「ホームライナー津田沼」の運行を開始。下り2本の設定。車両は特急「しおさい」などで使用されていた183系[103]。
- 1985年（昭和60年）
  - 3月14日：「ホームライナー津田沼」を下り4本に増発。うち1本は新宿発とする[103]。特急「すいごう」の東京駅乗り入れ開始。
  - 10月1日：朝ラッシュ時に上り「ホームライナー津田沼」を1本設定[103]。
- 1986年（昭和61年）4月2日：西大井駅が開業。
- 1987年（昭和62年）
  - 4月1日：国鉄分割民営化により東日本旅客鉄道に継承。
  - 5月11日：「ホームライナー津田沼」東京発下り列車を1本増発し、合計下り5本・上り1本の体制となる[103]。
- 1988年（昭和63年）7月6日：「ホームライナー津田沼」のうち新宿発の1本を千葉駅まで延長し、「ホームライナー千葉」とする（平日のみ）[103]。
- 1989年（平成元年）3月11日：東京発の「ホームライナー千葉」を1本増発（平日・土曜）。
- 1990年（平成2年）3月10日：朝のライナーを「おはようライナー津田沼」に改称。東京発「ホームライナー千葉」を1本増発。下り列車は合計で7本となる[103]。「おはようライナー逗子」「ホームライナー逗子」運行開始。
- 1991年（平成3年）
  - 3月16日：成田空港乗入れ関連のダイヤ改正で、「ホームライナー津田沼」を2本削減、「おはようライナー津田沼」を廃止。「ホームライナー千葉」は平日のみ運行で下り3本体制となる[103]。特急「わかしお」「さざなみ」は京葉線経由となる。総武本線八街行きの運行開始、佐倉以東に乗り入れを開始。
  - 3月19日：成田線（空港支線）成田駅 - 成田空港駅間開業に伴い、特急「成田エクスプレス」と快速「エアポート成田」運転開始[注 58]。
  - 4月26日：特別快速「エアポート成田」運転開始。
  - 5月1日：成田空港駅発着の快速に「エアポート成田」の愛称設定[104]。
- 1992年（平成4年）11月30日：特別快速「エアポート成田」廃止。
- 1993年（平成5年）
  - 8月1日：「エアポート成田」に鹿島線鹿島神宮行き列車を連結開始。
  - 10月24日：錦糸町駅 - 市川駅間の保安装置がATS-P形に変更[新聞 5]。
  - 10月31日：市川駅 - 千葉駅間と東戸塚駅 - 大船駅間の保安装置がATS-P形に変更[新聞 5]。
- 1994年（平成6年）
  - 2月6日：蛇窪信号場 - 東戸塚駅間の保安装置がATS-P形に変更[105]。
  - 3月6日：大船駅 - 久里浜駅間の保安装置がATS-P形に変更[105]。
  - 3月27日：品川駅構内の保安装置がATS-P形に変更[105]。
  - 12月3日：ダイヤ改正により以下のように変更。
    - 「ホームライナー津田沼」1本を廃止し、特急「ホームタウン佐倉」を新設[103]。
    - ステンレス製車両E217系電車30両（基本編成11両×2本、付属編成4両2本）が営業運転を開始。
    - 通勤快速が東京駅 - 成田線成田駅間で平日のみ1往復運行開始。
- 1995年（平成7年）12月1日：特急「ホームタウン佐倉」が「ホームタウン成田」に改称される。
- 1999年（平成11年）
  - 11月11日：横須賀線開通111年を記念した「横須賀線メモリアル号」が大船駅 - 横須賀駅間往復で運転。
  - 11月13日：14日両日に渡り、「横須賀線113系メモリアル号」が東京駅 - 横須賀駅間往復で運転。東京駅では地上ホーム（10番線）に発着、東京駅 - 横浜駅間は東海道本線を走行した。
  - 11月23日：113系電車による「さよなら快速113系号」が津田沼駅 - 横須賀駅間往復の団体列車として運転[106]。
  - 12月3日：113系電車がステンレス製車両E217系電車に置き換えられ、同時に最高速度も100 km/hから120 km/hに引き上げ、東京駅 - 千葉駅間の所要時間最速38分（通勤快速は最速33分）となる。
  - 12月4日：ダイヤ改正で「ホームライナー千葉」の列車号数が整理される[103]。八街行きを成東行きに延長、佐倉以東に基本編成11両の乗り入れ開始。外房線直通列車のうち、付属編成4両が乗り入れする区間が勝浦駅から大原駅止まりに短縮される。
- 2000年（平成12年）
  - 9月30日：東京駅 - 津田沼駅間で東京圏輸送管理システム (ATOS) の供用を開始する[新聞 6]。
  - 12月2日：「ホームライナー津田沼」1本を千葉行きに延長し「ホームライナー千葉」に変更[103]。
- 2001年（平成13年）
  - 12月1日：湘南新宿ラインの運行が開始され、新宿駅 - 逗子駅・横須賀駅発着列車に横須賀・総武快速線用車両を使用（215系を使用した列車もあり）。
  - 同日：「エアポート成田」の停車駅に酒々井駅を追加。
- 2002年（平成14年）12月1日：成田空港発の列車には「エアポート成田」の名称を使用しないこととなり、「エアポート成田」は成田空港行きの列車のみとなる。
- 2004年（平成16年）
  - 2月29日：ATCの設備老朽化に伴いこの日より東京トンネル（品川駅 - 錦糸町駅間）内の保安装置がATCからATS-P形に変更されたことにより[新聞 3]、閉塞方式を車内信号閉塞式から複線自動閉塞式へそれぞれ変更。
  - 5月1日：「ホームライナー千葉」および「ホームライナー津田沼」が全車禁煙化[107][新聞 7]。
  - 10月16日：ダイヤ改正により以下のように変更。
    - 「エアポート成田」の停車駅に物井駅を追加。また、鹿島線鹿島神宮行編成連結列車を減便。
    - 湘南新宿ラインの新宿駅 - 逗子駅・横須賀駅発着列車の運行を取りやめ。
    - 特急「すいごう」「ホームタウン成田」が「あやめ」に統合される。
    - 外房線直通列車の大原行きが廃止。外房線直通の全列車が上総一ノ宮止まりに変更。
- 2005年（平成17年）12月10日：ホームライナー使用車両を183系8両編成から255系に変更。255系が検査入場などで運用につけない場合は「中央ライナー」「青梅ライナー」に使用されていた183系C編成（9両編成）が代走。
- 2008年（平成20年）3月15日：ダイヤ改正により以下のように変更。
  - 品川駅の横須賀線ホームを増設。平日朝を中心に東京駅発着の総武快速線列車の一部が品川駅まで延長される。
  - 土曜・休日に1本のみ走行していた「ホームライナー津田沼」を廃止（最終運行日は3月9日）。
  - 「ホームライナー千葉」1号・5号を183系C編成所定（9両編成）に変更。ただし183系C編成は1本のみ配置のため、検査時などは255系が代走。
- 2009年（平成21年）3月14日：ダイヤ改正により「ホームライナー千葉」1・5号を255系、3・7号をE257系500番台所定に変更。代走も255系またはE257系500番台が行なうことになったため、183系C編成は離脱。「エアポート成田」に総武本線成東行編成連結列車を新設。
- 2010年（平成22年）3月13日：武蔵小杉駅開業。
- 2014年（平成26年）4月1日：これまで現金のみで購入可能であったライナー券が、Suicaおよび相互利用可能の乗車カードでも購入できるようになる[注 59]。
- 2015年（平成27年）3月14日：ダイヤ改正により以下のように変更。
  - 19時台の「ホームライナー千葉」を1本設定し5本に増発。使用車両をE257系500番台に統一。
  - 特急「あやめ」・「おはようライナー逗子」・「ホームライナー逗子」廃止。
  - 特別快速が東京駅 - 内房線館山駅間で平日のみ1往復運行開始。
- 2016年（平成28年）3月26日：「ホームライナー千葉」全列車が船橋駅に停車[報道 7]。
- 2017年（平成29年）3月4日：ダイヤ改正により東京駅 - 内房線館山駅間の特別快速が廃止。
- 2018年（平成30年）
  - 3月17日：ダイヤ改正により「エアポート成田」の愛称が廃止され、愛称なしの快速列車（横須賀線内は普通）として運転。
  - 9月4日：E217系を置き換えるための新型車両：E235系1000番台を新造すると発表[報道 3]。
  - 12月8日：新小岩駅のホームドアの使用開始[新聞 4]。グリーン車付き列車では初のホームドア使用となる。
- 2019年（平成31年・令和元年）
  - 3月16日：ダイヤ改正により「ホームライナー千葉」が廃止[報道 4]。
  - 10月12日：令和元年東日本台風（台風19号）による大雨の影響で、武蔵小杉駅横須賀線構内が浸水する被害を受ける[報道 5]。
- 2020年（令和2年）
  - 2月9日：千葉駅ATOS化。総武快速線幕張駅 - 千葉駅間、千葉駅電子連動化に伴いATOS使用開始[108]。
  - 12月21日：E235系1000番台の運行を開始[報道 6]。
- 2022年（令和4年）3月12日：通勤快速を廃止[報道 8]。
- 2026年（令和8年）7月1日（予定）：支社制から事業本部制への再編に伴い、横浜支社管内のうち久里浜駅 - 横浜駅間を横浜事業本部、鶴見駅 - 新川崎駅 - 武蔵小杉駅間を川崎事業本部、首都圏本部管内のうち西大井駅 - 品川駅間を品川事業本部、新橋駅 - 新小岩駅間を東京事業本部、千葉支社管内のうち市川駅 - 稲毛駅間を京葉総武事業本部、千葉駅構内を千葉事業本部の管轄とする[報道 9]。

## 運行形態
（節全体の出典…）
列車は、横須賀線では東京駅・品川駅・大船駅・逗子駅・横須賀駅および久里浜駅、総武快速線では東京駅・津田沼駅および千葉駅（一部総武本線（千葉以東）佐倉駅・成東駅、成田線成田駅・成田空港駅、鹿島線鹿島神宮駅、外房線上総一ノ宮駅、内房線木更津駅・君津駅）始発・終点とする形（ただし、木更津駅は始発のみ）で運行されている。横須賀線と総武快速線の直通が主体であるが、各線内のみの区間運行もある。
定期運行列車の種別は、後述の特急列車や「一部区間で線路を共用する列車」を除き、横須賀線は「普通」、総武快速線は「快速」である。横須賀・総武快速線区間のダイヤはいわゆる電車ダイヤであり、運転上の主要駅以外では採時を行わない。列車番号は3桁もしくは4桁で、末尾には横須賀線内ではS、総武快速線内ではFが付されている。ただし、逗子駅 - 久里浜駅間のみ設定されている列車では末尾にHが付されている。横須賀線から総武快速線に直通する列車は東京駅で種別を「普通」から「快速」に変更、列車番号の下2桁を偶数から奇数（偶数+1）に、末尾のアルファベットをSからFに、総武快速線から横須賀線へ直通する列車も同様に、種別を「快速」から「普通」に変更、列車番号の下2桁を偶数から奇数（偶数+1）に、末尾のアルファベットをFからSに変更する。
横須賀線区間では、武蔵小杉駅 - 鶴見駅間は武蔵野線（通称：武蔵野南線）と線路別複々線（ただし、東海道貨物線と横須賀線用線路とは前述の地点から分岐、線路は新鶴見信号場 内で武蔵野線と接続している。詳細は後述）で、鶴見駅 - 横浜駅間では東海道本線・京浜東北線が3複線で、横浜駅 - 東戸塚駅間は東海道本線と線路別複々線で、東戸塚駅 - 大船駅間は東海道本線・東海道貨物線と3複線（戸塚駅から大船駅間の途中までは、東海道本線の線路とは方向別複々線となる）でそれぞれ並行、総武快速線区間では、錦糸町駅 - 千葉駅間では総武緩行線との線路別複々線区間となっており、これらの区間において横須賀・総武快速線は一部の駅のみに停車する。横須賀・総武快速線が停車しない駅では、横須賀・総武快速線の走行する線路上にホームは設けられていない（詳細は「路線概況と沿革#横須賀線区間」の節を参照）。
逗子駅 - 久里浜駅間の区間列車を除き、全区間11両編成または15両編成で運行される。千葉方の11両が基本編成（1 - 11号車）、久里浜方の4両が付属編成（増1 - 増4号車）であり、基本編成の4・5号車にグリーン車を連結している。逗子駅を境にホーム有効長が異なるため、15両編成で横須賀駅・久里浜駅へ直通する列車は、逗子駅で付属編成の分割・併合を行う。2012年3月17日のダイヤ改正まで、基本編成が逗子駅発着で、付属編成が横須賀駅・久里浜駅発着の列車もあった。逗子駅 - 久里浜駅間の区間列車は日中のみの運行で、4両編成（付属編成）が使用される。
なお、先頭車両の前面表示は、E217系は運行区間にかかわらず「横須賀線-総武線」で、千葉駅以東・以南の各線に直通する列車も、各線内でも同じ表示である。また、側面表示は種別を問わず駅名単独表示となる。E235系は他路線と同じように種別・行き先が表示され、側面表示でも普通・快速の表示がされるようになった。
輸送障害時は相互直通運転が中止され、東京駅発着に変更されることがある。通常ダイヤ・直通運転中止時のどちらにおいても、東京駅での折り返し列車同士の接続は取られる場合が多い。年末年始の終夜運転としては、品川駅 - 逗子駅・横須賀駅間で60分間隔程度で運転される。総武快速線の終夜運転は基本的に行われない。

### 列車種別ごとの発着駅および運行ダイヤ
本節では、2023年3月18日以降の列車種別ごとの行き先および運行ダイヤについて記述する。なお、日中の運行ダイヤについては、後述で説明する。

#### 普通・快速
久里浜駅 - 千葉駅の全区間で運行される。全区間を通して運行される列車のほか、横須賀駅・逗子駅・大船駅・品川駅・東京駅・津田沼駅発着列車の設定がある。なお、総武快速線内は市川駅・津田沼駅・千葉駅で特急列車の通過待ちを行う列車がある。
2022年3月改正で、この区間で運転される列車は全てこの種別に統一された。
列車の発着駅などについては各線区別に記述する。なお、相互直通列車において○○発や○○行きが複数ある場合、両者の駅の表記順は、冒頭文と同様とする。

##### 横須賀線内完結列車
逗子駅 - 久里浜駅間の付属編成による区間列車と、鎌倉車両センターからの入出区を兼ねている大船駅発着の列車があり、出区は下り大船発逗子・横須賀・久里浜行きが平日9本（5時台 - 7時台が6本、15時台 - 16時台が3本）、土休日は大船発逗子・久里浜行きが7本（5時台 - 7時台4本と15時台 - 16時台3本）、入区は夜上り逗子発大船行きが、平日は2本、土休日は1本のみが運行される。付属編成の区間運行列車は、上下とも8時台から16時台までの運行である（日中の運行ダイヤについては後述）。また、下り東京発大船・逗子・横須賀・久里浜行き、上り久里浜・横須賀・逗子・大船発東京行き（横須賀・大船発は土休日のみ）が運行されるほか、初電に下り品川発久里浜行き、終電に上り久里浜発品川行きがある。また東京行きの列車には、東京発の総武快速線列車に接続する列車（平日3本、土休日8本）がある。

##### 相互直通列車
横須賀線からは久里浜駅・横須賀駅・逗子駅・大船駅発着、総武快速線からは津田沼駅・千葉駅発着であり、さらに千葉駅から総武本線佐倉駅・成東駅・成田線成田駅・成田空港駅・内房線君津駅・外房線上総一ノ宮駅発着や内房線木更津発逗子行き、久里浜発鹿島線鹿島神宮行き（車両連結は逗子駅）の列車（平日のみ）もある。平日のみ5往復（朝4本、夕1本）の品川駅折り返しの列車があり、品川行きが朝の津田沼発3本・佐倉発1本、夕の千葉発1本、品川発が朝の津田沼行き4本、夕の千葉行き1本である。また、平日朝ラッシュピーク時に千葉駅以東・以南に直通しない相互直通列車は、津田沼駅（一部は千葉駅）で折り返す。

##### 総武快速線内完結列車
東京駅・津田沼駅・千葉駅発着列車および津田沼駅 - 千葉駅間の列車がある。なお、後者は幕張車両センターからの出入区を兼ねており、下りの津田沼発は平日が6本、土休日が4本あり、上総一ノ宮行きと成田空港行きが毎日1本ずつある以外は千葉行きで、上りの2本は千葉発津田沼行きである。日中は1時間に1 - 2本程度は東京駅発着となる（詳細は後述）。平日朝ラッシュピーク時に千葉駅以東・以南に直通しない東京駅発着の列車は、津田沼駅・千葉駅で折り返す。東京駅発着の列車でも市川駅で成田エクスプレスなど特急列車の通過待ちを行う列車がある。また、東京行きの列車の中には、東京発の横須賀線に接続する列車（平日1本、土休日8本）がある。なお、東京駅発着で千葉駅以東・以南発着の列車については、下記を参照。

##### 千葉駅以東・以南の発着列車
千葉駅以東・以南の発着列車の種別は、千葉駅発着時では全て「快速」（一部佐倉駅で種別変更する列車もあり）であり、いずれも千葉駅を経由して各線へ直通する。そのうち、総武本線の千葉駅 - 佐倉駅間は総武本線・成田線・鹿島線 直通列車が、外房線の千葉駅 - 蘇我駅間は外房線・内房線直通列車が同じ線路を走行する。なお、列車番号は、総武快速線内の列車番号に3000を足したものである（末尾の英字はFのまま）。E217系・E235系共に「横須賀線-総武線」の前面行き先表示はそのままである（E235系は総武快速線内の表示を引き継ぐ）。
直通区間の表記は、全列車が千葉駅経由なので、総武本線と外房線を除き「千葉駅 - 各線の起点駅 – 最長直通駅」の順とする。
総武本線（直通区間：千葉駅 - 成東駅）
佐倉駅までは東千葉駅以外の各駅に停車、その区間は成田線・鹿島線直通列車が加わる。2022年3月改正までは平日の朝夕ラッシュ時間帯に後述の通勤快速が運行されており、快速の停車駅に加えて物井駅を通過していた。朝には佐倉駅での折り返し列車も運行されているが、佐倉駅以東は成東駅発着の朝の上り1本と夜の1往復のみである。このうち、朝の上り成東発は「快速」として11両編成で運行され、成東駅 - 佐倉駅間では八街駅のみに停車する。夜の1往復は成東行きは佐倉駅まで、成東発は佐倉駅から「快速」であるが、佐倉駅で成田空港発着の11両編成と連結・切り離しを行い、佐倉駅 - 成東駅間は付属4両編成で各駅に停車する「普通」列車として運行される。また、1999年12月4日のダイヤ改正までは付属4両編成での八街駅までの乗り入れで、朝の上りも付属4両編成で運転されていた。
佐倉駅発着の列車のうち佐倉発は、朝のみで平日は4本、土休日が3本で久里浜・逗子・品川（平日のみ）行き、佐倉行きは平日6本（朝2本・夜4本）土休日5本（朝1本・夕4本）で、久里浜・逗子（平日のみ）・大船（土休日のみ）・東京発である。
成東駅発着は、成東発が逗子・大船（平日朝のみ）・東京（土休日朝のみ）行き、成東行きが逗子発である。
成田線（直通区間：千葉駅 - 佐倉駅 - 成田空港駅）
佐倉駅までは総武本線を経由し、東千葉駅以外の各駅に停車、1時間に1本以上（25往復）が成田駅から空港支線に入り成田空港駅まで運行されている。朝夕ラッシュ時に成田駅発着の列車も運行されている。
成田空港駅発着列車は1991年（平成3年）3月改正より運行されており、成田空港発の列車には2002年11月30日まで、成田空港行きの列車には2018年3月16日まで「エアポート成田」（詳細は後述）という愛称がついていたが、停車駅はほかの快速と同じであった。なお、2022年3月11日まで運行されていた通勤快速のうち朝の1本のみ成田空港発であった。
成田空港駅発着列車は、成田空港発が久里浜・横須賀（平日のみ）・逗子・大船・東京行き、成田空港行きが久里浜・横須賀・逗子・大船（土休日のみ）・東京・津田沼発である。なお、夜の1往復は成東駅発着、夜下り1本は鹿島神宮行きの付属編成を連結、いずれも佐倉駅で連結・切り離しを行う。
成田駅発着は2往復あり、朝の成田発は平日が逗子・大船行き、土休日が逗子・東京行きで、夕方の成田行きは平日が逗子・東京発、土休日が久里浜・東京発である。
鹿島線（直通区間：千葉駅 - 香取駅 - 鹿島神宮駅）
千葉駅 - 佐倉駅 - 成田駅 - 香取駅経由で運行され、朝上り1本、夜下り1本設定されている。千葉駅 - 佐倉駅間は「快速」として15両編成で運行、佐倉駅で11両編成の増・解結を行い、佐倉駅 - 鹿島神宮駅間は付属4両編成で「普通」として運行されている。2004年（平成16年）10月16日の改正で下り列車のみの設定となっていたが、2015年3月14日改正で上り列車が再度設定された。
鹿島神宮駅発着列車は、鹿島神宮発が平日・土休日とも大船行き、鹿島神宮行きが平日は久里浜発（鹿島神宮行き列車の増結が行われるのは逗子である）、土休日は東京発である。
外房線（直通区間：千葉駅 - 上総一ノ宮駅）
上総一ノ宮駅発着列車が朝夕を中心に10往復が運行される。千葉駅 - 大網駅間は各駅に停車、大網駅 - 上総一ノ宮駅間では茂原駅のみに停車する。以前は勝浦駅（1998年12月6日まで）・大原駅（2004年10月15日まで）発着の列車も設定されていた。
上総一ノ宮駅発着列車は、上総一ノ宮発は久里浜・逗子（土休日のみ）・大船・東京行き、上総一ノ宮行きは久里浜・横須賀・逗子・大船（平日のみ）・東京・津田沼発である。

内房線（直通区間：千葉駅 - 蘇我駅 - 君津駅）
蘇我駅までは外房線経由で、本千葉駅・蘇我駅の順に停車する。蘇我駅から先の内房線内は巌根駅以外の各駅に停車する。成田線に次いで直通運転が多く、一部時間帯をのぞき1時間に1本程度（20往復）運行され、朝に木更津発がある他は君津駅発着である。2007年3月16日までは姉ケ崎駅発着の列車も設定されていた。ただしその後も輸送障害などで、突発的に運転される場合もある。
2015年3月14日改正から後述の特別快速が運転されていたが、2017年3月4日改正で廃止された。
君津駅発着列車は、君津発が久里浜・逗子・大船・東京行き、君津行きは久里浜・横須賀・逗子・大船（平日のみ）・東京発である。また、朝の木更津発は逗子行きである。

#### 特急列車
本系統を走行する定期特急列車は、成田国際空港への空港アクセス列車である「成田エクスプレス」と銚子駅方面の「しおさい」である。

##### 成田エクスプレス
新宿駅・大船駅 - 成田空港駅間で運行される。大船駅発着列車は、大船駅 - 千葉駅間で本系統を走行するが、新宿駅発着列車は、旧・目黒川信号場から本系統へ入り、千葉駅まで走行する。また、ほとんどの列車が東京駅で分割・併合する。分割・併合は、必ず大船駅発着列車が先発・先着、新宿駅発着列車が後発・後着となり、成田空港行きおよび大船・新宿方面行きともに、必ず前方が大船駅発着編成、後方が新宿駅発着編成で運行される。
2022年3月改正までは大宮駅・池袋駅発着および2024年3月改正までは八王子駅発着列車が存在し、新宿駅発着列車と同様に山手貨物線を経由して運行された。特に池袋駅発着列車は東京駅で分割・併合を行わない列車がほとんどであった。
2014年3月から2016年12月まで、土休日のみ横須賀駅まで臨時列車として延長運転した実績があり、大船駅以南の途中停車駅は北鎌倉駅・鎌倉駅・逗子駅であった。

##### しおさい
東京駅 - 銚子駅間で運行され、東京駅 - 千葉駅間で総武快速線を走行する。列車は上下7本ずつ運行され、上り1本（4号）は佐倉発、1往復は成東駅発着、それ以外は全て銚子駅発着である。

### 一部区間で線路を共用する列車

#### 湘南新宿ラインおよび相鉄線直通列車
旧・蛇窪信号場 - 戸塚駅（東海道線系統は大船駅では東海道線ホームに発着）・逗子駅間で湘南新宿ラインと線路を共用しており、横須賀線系統は線路上にある駅すべてに停車する普通列車、東海道線系統は西大井駅・新川崎駅・保土ケ谷駅・東戸塚駅を通過する快速または特別快速である。日中は1時間に4本（横須賀線系統と東海道線系統がそれぞれ2本）が運行される。横須賀線内完結列車を含め、ダイヤ設定上はいわゆる列車ダイヤであり、すべての停車駅で採時を行う。加えて、2019年11月30日からは、相鉄線直通列車が旧・蛇窪信号場 - 新鶴見信号場〔北端〕間で線路を共用している。
年末年始の終夜運転としては、宇都宮駅・小山駅・大宮駅 - 新宿駅 - 西大井駅 - 大船駅・逗子駅間の湘南新宿ライン宇都宮線直通列車が60分間隔程度で運転される。

#### その他の旅客列車
旧・蛇窪信号場 - 新鶴見信号場〔北端〕間
定期列車
- 特急「踊り子」（新宿発1号と土休日の池袋発5号、池袋行き18号）
- 特急「サフィール踊り子」（土休日の新宿発5号のみ）
- 特急「湘南」

錦糸町駅 - 千葉駅間
定期列車
- 特急「あずさ」「富士回遊」

臨時列車
- 特急「新宿わかしお」
- 特急「新宿さざなみ」

その他の区間
- 特急「鎌倉」（戸塚駅 - 鎌倉駅間）

詳細は、各列車の記事を参照。

#### 貨物列車
大船駅 - 逗子駅間、旧・蛇窪信号場 - 鶴見信号場〔北端〕間、新小岩信号場駅 - 千葉駅間では、日本貨物鉄道（JR貨物）による貨物列車も運行されている。

### 日中1時間あたりの運行本数
日中時間帯（10時 - 16時）は、東京駅発着を基準とするとダイヤは不等間隔で、パターンも不規則であるが、下記の表のようになる。なお、下表の駅名で（）が付いた駅名は、本系統の線路にホームが無い駅、○ - ○本の数字は右が最小本数、左が最大本数、※は、パターン運行をしない列車である。また、特急列車は「成田エクスプレス」のみを掲載、銚子駅発着の「しおさい」は割愛した。
| 路線名             | 路線名                                                | 横須賀線                                              | 横須賀線                                              | 横須賀線                                              | 横須賀線                                              | 横須賀線                                              | 横須賀線                                              | 横須賀線                                              | 東海道本線 （横須賀線）                               | 東海道本線 （横須賀線）                               | 東海道本線 （横須賀線）                               | 東海道本線 （横須賀線）                               | 東海道本線 （横須賀線）                               | 東海道本線 （横須賀線）                               | 東海道本線 （横須賀線）                               | 東海道本線 （横須賀線）                               | 東海道本線 （横須賀線）                               | 東海道本線 （横須賀線）                               | 東海道本線 （横須賀線）                               | 東海道本線 （横須賀線）                               | 東海道本線 （横須賀線）                               | 東海道本線 （横須賀線）                               | 東海道本線 （横須賀線）                               | 東海道本線 （横須賀線）                               | 総武本線 （総武快速線）                               | 総武本線 （総武快速線）                               | 総武本線 （総武快速線）                               | 総武本線 （総武快速線）                               | 総武本線 （総武快速線）                               | 総武本線 （総武快速線）                               | 総武本線 （総武快速線）                               | ／                                                    | ／                                               |
| 種別＼駅名         | 種別＼駅名                                            | 久里浜                                                | 久里浜                                                | …                                                     | 逗子                                                  | 逗子                                                  | …                                                     | 大船                                                  | 大船                                                  | 戸塚                                                  | 戸塚                                                  | …                                                     | （鶴見）                                              | （鶴見）                                              | …                                                     | （新鶴見信号場〔北端〕）                              | （新鶴見信号場〔北端〕）                              | …                                                     | （旧・蛇窪信号場）                                    | （旧・蛇窪信号場）                                    | （旧・目黒川信号場）                                  | （旧・目黒川信号場）                                  | …                                                     | 東京                                                  | 東京                                                  | …                                                     | 津田沼                                                | 津田沼                                                | …                                                     | 千葉                                                  | 千葉                                                  | …                                                     |                                                  |
| ------------------ | ----------------------------------------------------- | ----------------------------------------------------- | ----------------------------------------------------- | ----------------------------------------------------- | ----------------------------------------------------- | ----------------------------------------------------- | ----------------------------------------------------- | ----------------------------------------------------- | ----------------------------------------------------- | ----------------------------------------------------- | ----------------------------------------------------- | ----------------------------------------------------- | ----------------------------------------------------- | ----------------------------------------------------- | ----------------------------------------------------- | ----------------------------------------------------- | ----------------------------------------------------- | ----------------------------------------------------- | ----------------------------------------------------- | ----------------------------------------------------- | ----------------------------------------------------- | ----------------------------------------------------- | ----------------------------------------------------- | ----------------------------------------------------- | ----------------------------------------------------- | ----------------------------------------------------- | ----------------------------------------------------- | ----------------------------------------------------- | ----------------------------------------------------- | ----------------------------------------------------- | ----------------------------------------------------- | ----------------------------------------------------- | ------------------------------------------------ |
| 横須賀・総武快速線 | 特急 「成田エクスプレス」                             |                                                       |                                                       |                                                       |                                                       |                                                       |                                                       | 1本                                                   | 1本                                                   | 1本                                                   | 1本                                                   | 1本                                                   | 1本                                                   | 1本                                                   | 1本                                                   | 1本                                                   | 1本                                                   | 1本                                                   | 1本                                                   | 1本                                                   | 1本                                                   | 1本                                                   | 1本                                                   | 1本                                                   | 1本                                                   | 1本                                                   | 1本                                                   | 1本                                                   | 1本                                                   | 1本                                                   | 1本                                                   | 成田線 成田空港→                                      | 成田線 成田空港→                                 |
| 横須賀・総武快速線 | 特急 「成田エクスプレス」                             | ←新宿                                                 | ←新宿                                                 | ←新宿                                                 | ←新宿                                                 | ←新宿                                                 | ←新宿                                                 | ←新宿                                                 | ←新宿                                                 | ←新宿                                                 | ←新宿                                                 | ←新宿                                                 | ←新宿                                                 | ←新宿                                                 | ←新宿                                                 | ←新宿                                                 | ←新宿                                                 | ←新宿                                                 | ←新宿                                                 | ←新宿                                                 | 1本                                                   | 1本                                                   | 1本                                                   | 1本                                                   | 1本                                                   | 1本                                                   | 1本                                                   | 1本                                                   | 1本                                                   | 1本                                                   | 1本                                                   | 成田線 成田空港→                                      | 成田線 成田空港→                                 |
| 横須賀・総武快速線 | 特急 「成田エクスプレス」                             | ←池袋                                                 | ←池袋                                                 | ←池袋                                                 | ←池袋                                                 | ←池袋                                                 | ←池袋                                                 | ←池袋                                                 | ←池袋                                                 | ←池袋                                                 | ←池袋                                                 | ←池袋                                                 | ←池袋                                                 | ←池袋                                                 | ←池袋                                                 | ←池袋                                                 | ←池袋                                                 | ←池袋                                                 | ←池袋                                                 | ←池袋                                                 | 1本                                                   | 1本                                                   | 1本                                                   | 1本                                                   | 1本                                                   | 1本                                                   | 1本                                                   | 1本                                                   | 1本                                                   | 1本                                                   | 1本                                                   | 成田線 成田空港→                                      | 成田線 成田空港→                                 |
| 横須賀・総武快速線 | 普通 （横須賀線）                                     | 1 - 2本                                               | 1 - 2本                                               | 1 - 2本                                               | 1 - 2本                                               |                                                       |                                                       |                                                       |                                                       |                                                       |                                                       |                                                       |                                                       |                                                       |                                                       |                                                       |                                                       |                                                       |                                                       |                                                       |                                                       |                                                       |                                                       |                                                       |                                                       |                                                       |                                                       |                                                       |                                                       |                                                       |                                                       |                                                       |                                                  |
| 横須賀・総武快速線 | 普通 （横須賀線）                                     | ※                                                     |                                                       |                                                       |                                                       |                                                       |                                                       |                                                       |                                                       |                                                       |                                                       |                                                       |                                                       |                                                       |                                                       |                                                       |                                                       |                                                       |                                                       |                                                       |                                                       |                                                       |                                                       |                                                       |                                                       |                                                       |                                                       |                                                       |                                                       |                                                       |                                                       |                                                       |                                                  |
| 横須賀・総武快速線 | 普通 （横須賀線）                                     |                                                       | ※                                                     |                                                       |                                                       |                                                       |                                                       |                                                       |                                                       |                                                       |                                                       |                                                       |                                                       |                                                       |                                                       |                                                       |                                                       |                                                       |                                                       |                                                       |                                                       |                                                       |                                                       |                                                       |                                                       |                                                       |                                                       |                                                       |                                                       |                                                       |                                                       |                                                       |                                                  |
| 横須賀・総武快速線 | 普通・快速 （相互直通列車）                           | 1 - 3本                                               | 1 - 3本                                               | 1 - 3本                                               | 1 - 3本                                               | 1 - 3本                                               | 1 - 3本                                               | 1 - 3本                                               | 1 - 3本                                               | 1 - 3本                                               | 1 - 3本                                               | 1 - 3本                                               | 1 - 3本                                               | 1 - 3本                                               | 1 - 3本                                               | 1 - 3本                                               | 1 - 3本                                               | 1 - 3本                                               | 1 - 3本                                               | 1 - 3本                                               | 1 - 3本                                               | 1 - 3本                                               | 1 - 3本                                               | 1 - 3本                                               | 1 - 3本                                               | 1 - 3本                                               | 1 - 3本                                               | 1 - 3本                                               | 1 - 3本                                               | 1 - 3本                                               | 1 - 3本                                               | 成田線 成田空港→ 外房線 上総一ノ宮→ 内房線 君津→      | 成田線 成田空港→ 外房線 上総一ノ宮→ 内房線 君津→ |
| 横須賀・総武快速線 | 普通・快速 （相互直通列車）                           |                                                       | 1 - 4本                                               |                                                       |                                                       |                                                       |                                                       |                                                       |                                                       |                                                       |                                                       |                                                       |                                                       |                                                       |                                                       |                                                       |                                                       |                                                       |                                                       |                                                       |                                                       |                                                       |                                                       |                                                       |                                                       |                                                       |                                                       |                                                       |                                                       |                                                       |                                                       | 成田線 成田空港→ 外房線 上総一ノ宮→ 内房線 君津→      | 成田線 成田空港→ 外房線 上総一ノ宮→ 内房線 君津→ |
| 横須賀・総武快速線 | 快速 （総武快速線）                                   |                                                       |                                                       |                                                       |                                                       |                                                       |                                                       |                                                       |                                                       |                                                       |                                                       |                                                       |                                                       |                                                       |                                                       |                                                       |                                                       |                                                       |                                                       |                                                       |                                                       |                                                       |                                                       |                                                       | 1 - 4本                                               | 1 - 4本                                               | 1 - 4本                                               | 1 - 4本                                               | 1 - 4本                                               | 1 - 4本                                               |                                                       | 成田線 成田空港→ 外房線 上総一ノ宮→ 内房線 君津→      | 成田線 成田空港→ 外房線 上総一ノ宮→ 内房線 君津→ |
| 横須賀・総武快速線 | 快速 （総武快速線）                                   |                                                       |                                                       |                                                       |                                                       |                                                       |                                                       |                                                       |                                                       |                                                       |                                                       |                                                       |                                                       |                                                       |                                                       |                                                       |                                                       |                                                       |                                                       |                                                       |                                                       |                                                       | ※                                                     |                                                       |                                                       |                                                       |                                                       |                                                       |                                                       |                                                       |                                                       |                                                       |                                                  |
| 湘南新宿ライン     |                                                       |                                                       |                                                       |                                                       |                                                       |                                                       |                                                       |                                                       |                                                       |                                                       |                                                       |                                                       |                                                       |                                                       |                                                       |                                                       |                                                       |                                                       |                                                       |                                                       |                                                       |                                                       |                                                       |                                                       |                                                       |                                                       |                                                       |                                                       |                                                       |                                                       |                                                       |                                                       |                                                  |
| 特別快速           | ←東海道線 小田原                                      | ←東海道線 小田原                                      | ←東海道線 小田原                                      | ←東海道線 小田原                                      | ←東海道線 小田原                                      | ←東海道線 小田原                                      | [ 区 2 ]                                              | [ 区 2 ]                                              | [ 区 2 ]                                              | 1本                                                   | 1本                                                   | 1本                                                   | 1本                                                   | 1本                                                   | 1本                                                   | 1本                                                   | 1本                                                   | 1本                                                   | 1本                                                   | 高崎線 高崎→                                          | 高崎線 高崎→                                          | 高崎線 高崎→                                          | 高崎線 高崎→                                          | 高崎線 高崎→                                          | 高崎線 高崎→                                          | 高崎線 高崎→                                          | 高崎線 高崎→                                          | 高崎線 高崎→                                          | 高崎線 高崎→                                          | 高崎線 高崎→                                          | 高崎線 高崎→                                          | 高崎線 高崎→                                          |                                                  |
| 快速               | ←東海道線 平塚                                        | ←東海道線 平塚                                        | ←東海道線 平塚                                        | ←東海道線 平塚                                        | ←東海道線 平塚                                        | ←東海道線 平塚                                        | [ 区 2 ]                                              | [ 区 2 ]                                              | [ 区 2 ]                                              | 1本                                                   | 1本                                                   | 1本                                                   | 1本                                                   | 1本                                                   | 1本                                                   | 1本                                                   | 1本                                                   | 1本                                                   | 1本                                                   | 高崎線 籠原→                                          | 高崎線 籠原→                                          | 高崎線 籠原→                                          | 高崎線 籠原→                                          | 高崎線 籠原→                                          | 高崎線 籠原→                                          | 高崎線 籠原→                                          | 高崎線 籠原→                                          | 高崎線 籠原→                                          | 高崎線 籠原→                                          | 高崎線 籠原→                                          | 高崎線 籠原→                                          | 高崎線 籠原→                                          |                                                  |
| 快速               |                                                       |                                                       |                                                       | 1本                                                   | 1本                                                   | 1本                                                   | 1本                                                   | 1本                                                   | 1本                                                   | 1本                                                   | 1本                                                   | 1本                                                   | 1本                                                   | 1本                                                   | 1本                                                   | 1本                                                   | 1本                                                   | 1本                                                   | 1本                                                   | 宇都宮線 宇都宮→                                      | 宇都宮線 宇都宮→                                      | 宇都宮線 宇都宮→                                      | 宇都宮線 宇都宮→                                      | 宇都宮線 宇都宮→                                      | 宇都宮線 宇都宮→                                      | 宇都宮線 宇都宮→                                      | 宇都宮線 宇都宮→                                      | 宇都宮線 宇都宮→                                      | 宇都宮線 宇都宮→                                      | 宇都宮線 宇都宮→                                      | 宇都宮線 宇都宮→                                      |                                                       |                                                  |
| 普通               | 1本                                                   | 1本                                                   | 1本                                                   | 1本                                                   | 1本                                                   | 1本                                                   | 1本                                                   | 1本                                                   | 1本                                                   | 1本                                                   | 1本                                                   | 1本                                                   | 1本                                                   | 1本                                                   | 1本                                                   | 1本                                                   |                                                       |                                                       |                                                       | 宇都宮線 宇都宮→                                      | 宇都宮線 宇都宮→                                      | 宇都宮線 宇都宮→                                      | 宇都宮線 宇都宮→                                      | 宇都宮線 宇都宮→                                      | 宇都宮線 宇都宮→                                      | 宇都宮線 宇都宮→                                      | 宇都宮線 宇都宮→                                      | 宇都宮線 宇都宮→                                      | 宇都宮線 宇都宮→                                      | 宇都宮線 宇都宮→                                      | 宇都宮線 宇都宮→                                      |                                                       |                                                  |
| 相鉄線直通         | ←相鉄線 海老名                                        | ←相鉄線 海老名                                        | ←相鉄線 海老名                                        | ←相鉄線 海老名                                        | ←相鉄線 海老名                                        | ←相鉄線 海老名                                        | ←相鉄線 海老名                                        | ←相鉄線 海老名                                        | ←相鉄線 海老名                                        | ←相鉄線 海老名                                        | ←相鉄線 海老名                                        | ←相鉄線 海老名                                        | [ 区 3 ]                                              | [ 区 3 ]                                              | [ 区 3 ]                                              | [ 区 3 ]                                              | 2本                                                   | 2本                                                   | 2本                                                   | 2本                                                   | 埼京線 新宿→                                          | 埼京線 新宿→                                          | 埼京線 新宿→                                          | 埼京線 新宿→                                          | 埼京線 新宿→                                          | 埼京線 新宿→                                          | 埼京線 新宿→                                          | 埼京線 新宿→                                          | 埼京線 新宿→                                          | 埼京線 新宿→                                          | 埼京線 新宿→                                          | 埼京線 新宿→                                          |                                                  |
| 注釈               | 種別 1. 区間 1. 2. 3. 運行 1. 2. 3. 4. 5. 6. 7. 8. 9. | 種別 1. 区間 1. 2. 3. 運行 1. 2. 3. 4. 5. 6. 7. 8. 9. | 種別 1. 区間 1. 2. 3. 運行 1. 2. 3. 4. 5. 6. 7. 8. 9. | 種別 1. 区間 1. 2. 3. 運行 1. 2. 3. 4. 5. 6. 7. 8. 9. | 種別 1. 区間 1. 2. 3. 運行 1. 2. 3. 4. 5. 6. 7. 8. 9. | 種別 1. 区間 1. 2. 3. 運行 1. 2. 3. 4. 5. 6. 7. 8. 9. | 種別 1. 区間 1. 2. 3. 運行 1. 2. 3. 4. 5. 6. 7. 8. 9. | 種別 1. 区間 1. 2. 3. 運行 1. 2. 3. 4. 5. 6. 7. 8. 9. | 種別 1. 区間 1. 2. 3. 運行 1. 2. 3. 4. 5. 6. 7. 8. 9. | 種別 1. 区間 1. 2. 3. 運行 1. 2. 3. 4. 5. 6. 7. 8. 9. | 種別 1. 区間 1. 2. 3. 運行 1. 2. 3. 4. 5. 6. 7. 8. 9. | 種別 1. 区間 1. 2. 3. 運行 1. 2. 3. 4. 5. 6. 7. 8. 9. | 種別 1. 区間 1. 2. 3. 運行 1. 2. 3. 4. 5. 6. 7. 8. 9. | 種別 1. 区間 1. 2. 3. 運行 1. 2. 3. 4. 5. 6. 7. 8. 9. | 種別 1. 区間 1. 2. 3. 運行 1. 2. 3. 4. 5. 6. 7. 8. 9. | 種別 1. 区間 1. 2. 3. 運行 1. 2. 3. 4. 5. 6. 7. 8. 9. | 種別 1. 区間 1. 2. 3. 運行 1. 2. 3. 4. 5. 6. 7. 8. 9. | 種別 1. 区間 1. 2. 3. 運行 1. 2. 3. 4. 5. 6. 7. 8. 9. | 種別 1. 区間 1. 2. 3. 運行 1. 2. 3. 4. 5. 6. 7. 8. 9. | 種別 1. 区間 1. 2. 3. 運行 1. 2. 3. 4. 5. 6. 7. 8. 9. | 種別 1. 区間 1. 2. 3. 運行 1. 2. 3. 4. 5. 6. 7. 8. 9. | 種別 1. 区間 1. 2. 3. 運行 1. 2. 3. 4. 5. 6. 7. 8. 9. | 種別 1. 区間 1. 2. 3. 運行 1. 2. 3. 4. 5. 6. 7. 8. 9. | 種別 1. 区間 1. 2. 3. 運行 1. 2. 3. 4. 5. 6. 7. 8. 9. | 種別 1. 区間 1. 2. 3. 運行 1. 2. 3. 4. 5. 6. 7. 8. 9. | 種別 1. 区間 1. 2. 3. 運行 1. 2. 3. 4. 5. 6. 7. 8. 9. | 種別 1. 区間 1. 2. 3. 運行 1. 2. 3. 4. 5. 6. 7. 8. 9. | 種別 1. 区間 1. 2. 3. 運行 1. 2. 3. 4. 5. 6. 7. 8. 9. | 種別 1. 区間 1. 2. 3. 運行 1. 2. 3. 4. 5. 6. 7. 8. 9. | 種別 1. 区間 1. 2. 3. 運行 1. 2. 3. 4. 5. 6. 7. 8. 9. | 種別 1. 区間 1. 2. 3. 運行 1. 2. 3. 4. 5. 6. 7. 8. 9. | 種別 1. 区間 1. 2. 3. 運行 1. 2. 3. 4. 5. 6. 7. 8. 9. |                                                  |

上表で、湘南新宿ライン高崎線 - 東海道線直通列車の戸塚駅 - 大船駅間、相鉄線直通列車の新鶴見信号場〔北端〕 - 鶴見駅間は、それぞれ同じ区間を走行するが、別線路を走行する（上表を参照）。
日中の1時間あたりの運行本数は、横須賀線区間は平均4本、最大7本、総武快速線区間が平均5本、最大8本である。ただし、横須賀線区間の逗子駅 - 久里浜駅間は逗子駅発着相互直通列車の代わりに、同駅間の区間列車2本と久里浜駅発着相互直通列車1本となり、この区間のみ基本3本20分間隔である。旧・蛇窪信号場 - 逗子駅間おいては、横須賀線列車に、湘南新宿ライン宇都宮線 - 横須賀線直通列車および同高崎線 - 東海道線直通列車、相鉄線直通列車が加わる（走行区間および運行本数は上表を参照）。

### 過去の運行列車
本節では、過去の当該路線の運行列車や、新宿駅・両国駅発着列車ついて記述する。

#### エアポート成田

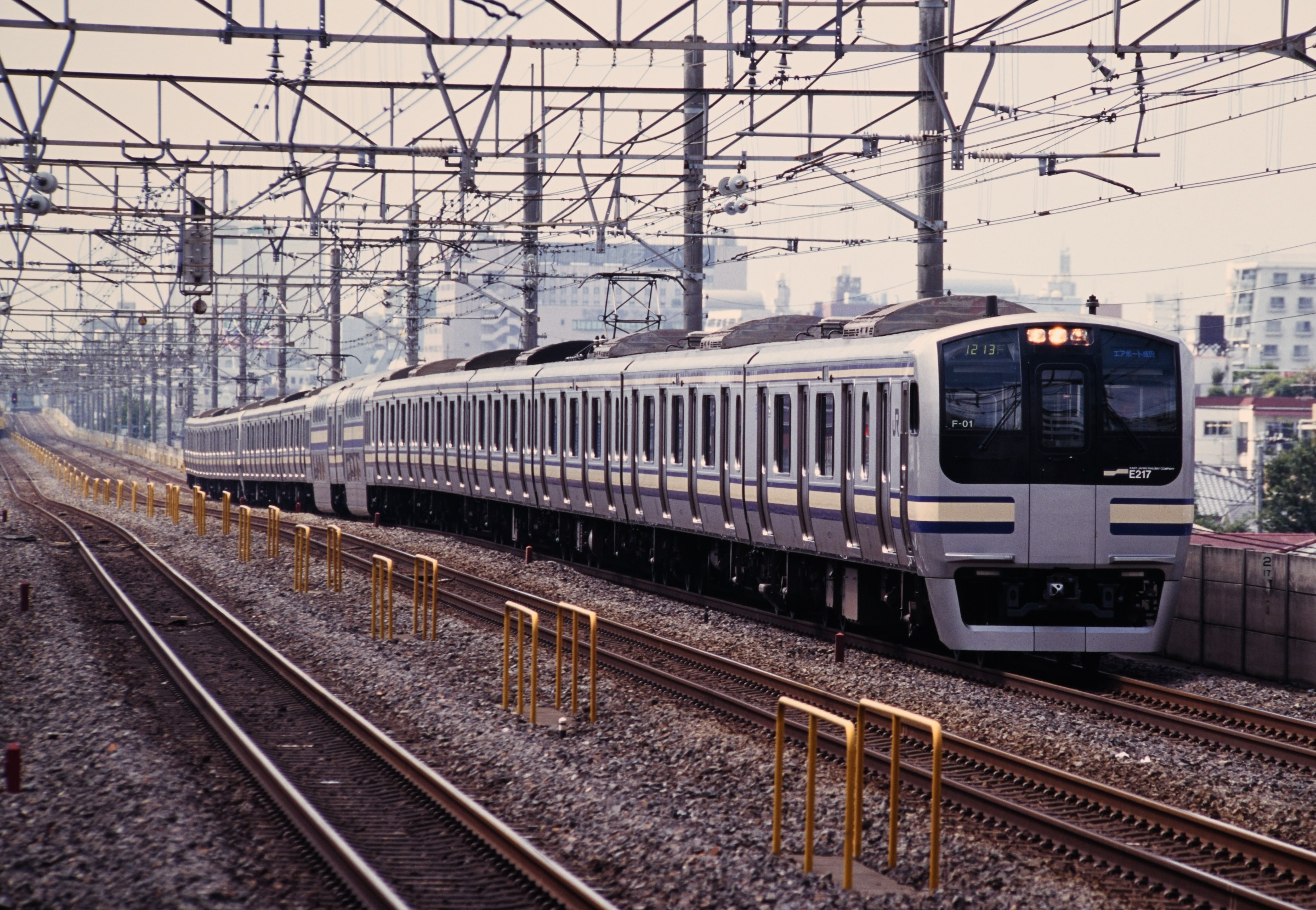
E217系 エアポート成田

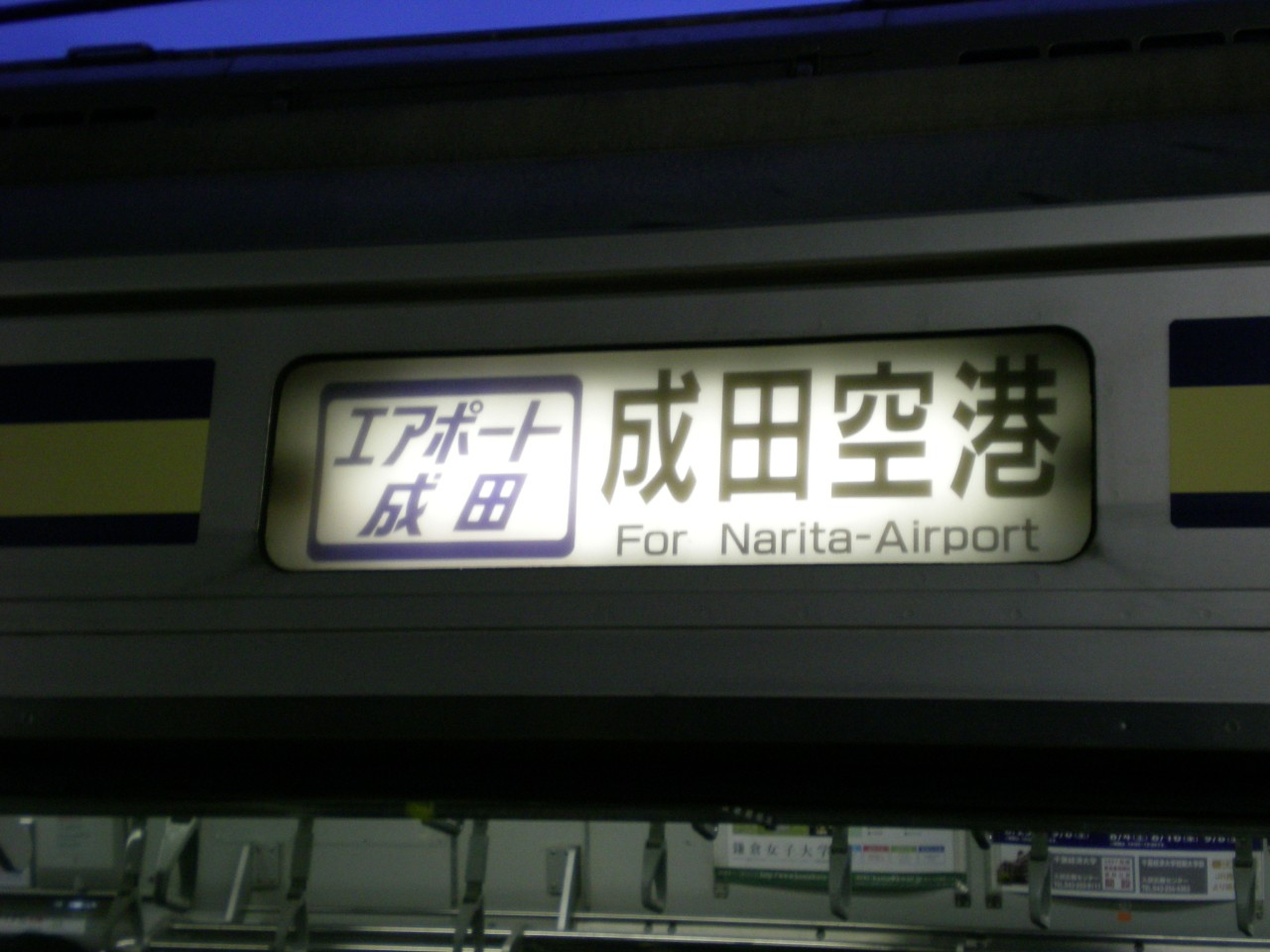
種別・方向幕（E217系・更新前）

「エアポート成田」は、東日本旅客鉄道（JR東日本）が総武線快速電車のうち、成田空港駅行きの快速に与えていた名称である。成田空港駅発の列車はこの名称を使用せず、単に「快速」（または「普通」「通勤快速」）と案内されていた。なお、横須賀線では普通列車の扱いなので、発車案内においては単に「エアポート成田」または「普通 エアポート成田」と案内されていた。
2018年3月17日のダイヤ改正でこの愛称が廃止され、他の横須賀線・総武線快速電車と同じ扱いとなっている（停車駅に変更なし）。
運行概況
基本的には総武線快速電車の一部であり、夕方時間帯を除き、毎時1 - 2本運転されていた。以前は完全に毎時1本であったが成田発着の各駅停車を成田空港発着のエアポート成田に置き換えたため毎時1 - 2本運転となった。これにより唯一千葉以東で快速が通過する東千葉駅が若干の減便となった。
成田線から鹿島線乗り入れの鹿島神宮行きの列車を併結している列車や総武本線成東行きの列車を併結している列車も1日1本ずつ存在した（ともに佐倉駅で編成を分割する）。鹿島神宮行きについては以前は成田駅でも編成を分割していたが、大幅な削減により佐倉駅でのみの分割となった。一部列車を除き、市川駅・津田沼駅・千葉駅・佐倉駅・成田駅のいずれかで、特急「成田エクスプレス」の通過待ちを行っていた。
113系を使用していた時期から、側面行先表示器に青文字（LEDでは赤文字）で「エアポート成田」と併記されていた。
停車駅
横須賀線久里浜駅→東京駅間（種別：普通列車）、総武快速線東京駅→千葉駅間（種別：快速）の停車駅は後述を参照。
総武本線・成田線千葉駅→成田空港駅間の停車駅は以下のとおり。通過駅は東千葉駅のみで、同線区の「快速」と同一。
- 千葉駅 - 都賀駅 - 四街道駅 - 物井駅 - 佐倉駅 - 酒々井駅 - 成田駅 - （堀之内信号場） - 空港第2ビル駅 - 成田空港駅

#### 特別快速「エアポート成田」
1991年4月26日から1992年11月29日までの間、特急「成田エクスプレス」を補完する目的で、臨時列車として特別快速「エアポート成田」が（大船駅 - ）東京駅 - 成田空港駅間を運行していた。東京駅始発・終着のほか、1991年は日曜に横須賀線経由で大船駅まで延長されることもあった。停車駅は横須賀線内各駅と、東京駅・錦糸町駅・船橋駅・津田沼駅・千葉駅・成田駅・成田空港駅だった。快速と違い、横須賀線内も含め全区間で特別快速扱いだった。
使用された車両は他の横須賀線・総武快速線列車と同じ113系11両編成（1992年は15両編成）で、『特快エアポート成田』と書かれたヘッドマークを掲出した時期もあった。1991年7月20日から9月1日までは毎日運転であったが、それ以降は土曜・休日のみの運転となった。また1991年秋頃にはダイヤは同じであるものの、愛称なしで運転されていたとのことである。方向幕では快速（普通）「エアポート成田」が青色であるのに対し、特別快速「エアポート成田」は赤色であった。また、現在使用されているE217系の方向幕にも、「特別快速エアポート成田・成田空港」「同・東京」「同・大船」が存在する。
当時の東京駅 ‐ 成田空港駅間には、特別快速同様に特急「成田エクスプレス」を補完する目的で、特急「ウィングエクスプレス」が運行されており、停車駅が東京駅・錦糸町駅・船橋駅・千葉駅・成田駅・成田空港駅と、特別快速と比べて津田沼駅を通過するかどうかの違いしかなかった。
横須賀線ではS、総武・成田線ではFを列車番号の末尾に付けるのが原則だが、この列車はMを列車番号の末尾に付けていた。また後に設定される通勤快速も、登場当初はMを列車番号の末尾に付けていた。1992年のダイヤでは、特別快速「エアポート成田」は特急「ウィング（「ウィングエクスプレス」から改称）」（成田空港行き3号、成田空港始発2号）に、特急「ウィングエクスプレス」（成田空港行き1号、成田空港始発2号）は特別快速「エアポート成田」にそれぞれ置き換えられたのと同時に、特別快速「エアポート成田」の横須賀線への直通が休止された。

#### 通勤快速
1994年（平成6年）12月3日改正から2022年（令和4年）3月11日まで総武快速線の平日朝夜の通勤時間帯に運行されていた。種別カラーはE217系が赤色、E235系が紫色であった。
運行列車は、朝の成田線成田発横須賀線大船行き1本・成田線成田空港発横須賀線逗子行き1本と、夜の東京発成田行き2本で、東京駅 - 錦糸町駅間では各駅に停車、錦糸町駅 - 千葉駅間では船橋駅のみに停車、千葉駅 - 成田駅間では東千葉駅・物井駅を通過していた。上り列車は先行列車を追い越さないため通常の快速と所要時間がほぼ同じで、下り列車は先行の快速千葉行きを市川駅で通過追い越しするため、快速よりも所要時間が短かった。列車番号は上1桁に2が付くが、下3桁とアルファベットの変化は他の列車と同様であった。
2022年3月12日ダイヤ改正に伴い、28年の歴史に幕を閉じ、当種別の廃止により、総武快速線内のホーム設置駅を通過する定期旅客種別が特急を除いて消滅した。

#### 特別快速「カシマスタジアム」
2002年6月2日から同年6月8日まで、茨城県立カシマサッカースタジアムで行われる2002FIFAワールドカップの試合のため、同会場へのアクセスを目的として設定されていた。停車駅は、総武快速線内ホーム設置駅の各駅と、四街道・佐倉・成田・佐原・潮来・鹿島神宮だった。試合の開始・終了時刻に合わせているため、運転日によってダイヤが異なっていた。一部列車は横須賀線の久里浜駅まで直通していたが、同線内は各駅に停車した。またこの他、千葉駅や成田駅発着の列車も存在した。
なお、2020年東京オリンピックのサッカー競技が同カシマサッカースタジアムで開催されるにあたり、2021年7月22日・25日・27日に当列車が運行されると発表されたが、新型コロナウイルス感染症の流行の再拡大によりオリンピック開催地への臨時列車の運行を取りやめることとなり、結果として運行は行われず終了した。運行発表のプレスリリースには種別表記はなされず、「カシマスタジアム号」のみの記載であった。また、グリーン車の営業は行わないものとしていた。

#### 特別快速（東京駅 - 館山駅間）
2015年3月14日のダイヤ改正から、特別快速が東京駅 - 内房線館山駅間（ただし、横須賀線との直通はなし）で平日のみ1往復運行された。この列車は、特急「さざなみ」が全て東京駅 - 君津駅間の運転となった経過措置として運行された列車で、過去にも臨時列車として前述のような特別快速が運行された実績はあるが、定期列車として運行されたのは初めてのことであった。
途中停車駅は錦糸町駅・船橋駅・津田沼駅・千葉駅・蘇我駅・五井駅・木更津駅・君津駅・佐貫町駅・浜金谷駅・保田駅・岩井駅・富浦駅で、東京駅発着は15両編成で運行、途中木更津駅で11両編成を分割・併合、4両編成のみが館山駅発着となっていた。
総武快速線内での接続列車は、下りは東京発千葉行き快速が先行、これを市川駅で追い抜き船橋駅で連絡していた。一方、上りは市川駅での快速の追い抜きはなく、千葉駅で成田空港発久里浜行き快速に連絡、東京駅で成田空港発大船・池袋行き特急「成田エクスプレス44号」と横須賀線東京始発逗子行き普通に接続していた。
2017年3月4日のダイヤ改正をもって、登場から約2年で廃止された。

#### 快速「青い海」「白い砂」

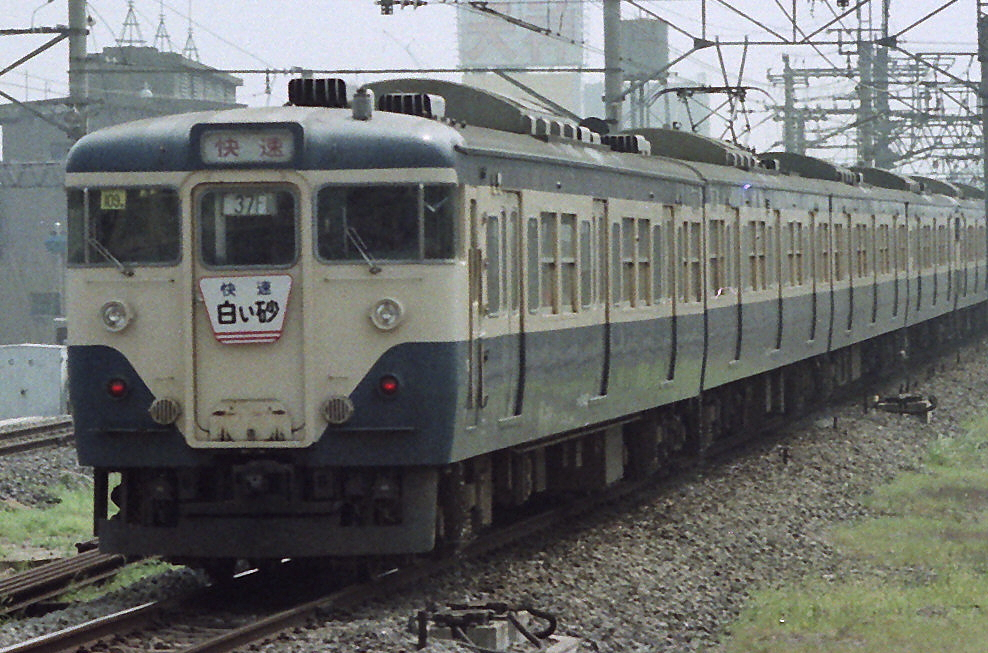
113系「白い砂」
(錦糸町駅、1978年撮影)

1972年から1989年の房総夏季ダイヤで運行されていた臨時快速列車。定期の内房線直通快速と外房線直通快速を安房鴨川駅まで延長運転したもので、内房線経由には「青い海」、外房線経由には「白い砂」の愛称が付けられていた。定期区間の停車駅は他の快速と同じであったが、延長区間の停車駅は列車によって異なっていた。基本的には東京駅発着であったが、時期によっては、品川駅や両国駅発着であったり、横須賀線の久里浜駅や中央本線の新宿駅発着となる列車もあった。また、前面にはヘッドマークが掲げられていたが、横須賀線とのスルー運転や当時の労務事情などによって、ヘッドマーク取付は廃止され、さらに海水浴客の減少に伴い運転本数も削減されていった。
1990年以降の房総夏季ダイヤでは、内房線経由は「シーサイドライン内房」「ホリデー快速シーサイドライン内房」「ホリデー快速内房」「ホリデー快速青い海」、外房線経由は「シーサイドライン外房」「ホリデー快速シーサイドライン外房」「ホリデー快速外房」「ホリデー快速白い砂」などといった臨時快速列車が運行された。

#### ホームライナー
ホームライナー津田沼・おはようライナー津田沼・ホームライナー千葉
1984年7月13日に国鉄で2例目のホームライナーとして東京駅→津田沼駅間の「ホームライナー津田沼」として運行が開始された。運転本数は2本で、翌1985年3月14日には東京駅・新宿駅発列車が各1本ずつ設定され、計4本が運行された同年10月1日には朝の上り「ホームライナー津田沼」（津田沼駅→東京駅間）を1本増発、1987年5月11日に下り1本増発、これで下り東京駅発4本・新宿駅発1本、上り1本の計6本となった。朝の上りは1990年3月10日に「おはようライナー津田沼」に改称したが、その後「わかしお」・「さざなみ」が総武本線から京葉線に経路変更される際に廃止された。1988年7月6日に下り1本の運行区間が千葉駅まで延伸されて現在の名称「ホームライナー千葉」となった。その後、「ホームライナー津田沼」は1991年3月10日に2本削減、1994年12月3日に1本削減、最後に残った1本も2000年12月2日のダイヤ改正で、千葉駅まで延長され「ホームライナー津田沼」は廃止となった。
2018年改正のダイヤでは、東京・新宿発千葉行きで平日のみ夜19時以降に東京駅・新宿駅方面から津田沼駅・千葉駅へ向かう下り列車が1日5本設定されており、上り列車の設定はなかった。2019年3月16日のダイヤ改正で総武快速線のライナーは全列車が廃止された。
東京駅・新宿駅・秋葉原駅に設置されているライナー券券売機でライナー券を購入し、指定された号車の乗車口から乗車する制度となっていた。
東京発の列車は総武快速線のみを走行するが、新宿発の場合はまず御茶ノ水駅手前まで中央線快速と同じ線路（中央快速線）を走行し、そこから渡り線を通って中央・総武緩行線へ移り、さらに錦糸町駅手前の渡り線を通って総武快速線に移動するルートである。
車両はすべて幕張車両センター配置のE257系500番台が使用されていた。2005年12月9日までと2008年3月15日から2009年3月13日までの一部列車では183系（幕張電車区所属）が、2005年12月10日から2015年3月13日まで255系も使用されていた。なお、255系はグリーン車が連結されているが、当列車では普通車扱いであり、ライナー券で着席可能とされていた。
停車駅
1・3・7・9号
- 東京駅 - 船橋駅 - 津田沼駅 - 稲毛駅 - 千葉駅

5号
- 新宿駅 - 秋葉原駅 - 船橋駅 - 津田沼駅 - 稲毛駅 - 千葉駅

船橋駅は2016年（平成28年）3月26日より停車駅に加わり、東京駅・秋葉原駅 - 船橋駅間は途中無停車である。

おはようライナー逗子、ホームライナー逗子
1990年3月10日に東京駅 - 逗子駅間で主に通勤客向けに運転される座席定員制のライナー列車として、上り「おはようライナー逗子」、下り「ホームライナー逗子」が1本ずつ運行が開始された。登場時以来、運行時刻の若干の変更などがあったものの、1往復体制のまま運行が継続されていた。特急形車両が使用され、当初は183系で、廃止時はE257系500番台で運転されていた。
上りで乗車できた駅
- 逗子駅 - 鎌倉駅 - 大船駅

下りで乗車できた駅
- 東京駅 - 新橋駅 - 品川駅

2014年3月15日のダイヤ改正以後は、大船駅 - 逗子駅間では種別が「快速」となり、ライナー券不要で乗車可能となっていた。2015年3月14日のダイヤ改正で廃止された。

#### 優等列車

##### 特急列車
2004年10月まで「すいごう」が、2015年3月までは「あやめ」が運行されていた。また、現在京葉線経由で運行されている「わかしお」および「さざなみ」は、1991年まで総武快速線経由で運行されていた。また、臨時列車として、特急「日光」（旧・蛇窪信号場 - 戸塚駅間、錦糸町駅 - 千葉駅間）で運行された。

##### 急行列車
1972年7月15日から1975年3月9日まで電車急行「なぎさ」・「みさき」および気動車急行「犬吠」・「水郷」（両列車は1972年7月15日以前から）が、1975年3月10日から1982年11月15日まで「犬吠」、「内房」、「外房」、「水郷」、「鹿島」が、いずれも新宿駅・両国駅発着で総武快速線経由で運行されていた。

#### その他
横須賀線区間では、旧・汐留駅（現・廃止）から久里浜駅までの荷物電車が運行された。総武快速線区間では、道路事情が悪い房総半島や千葉県北東部地域への夕刊新聞輸送のための荷物電車が運行された。

## 使用車両
本節では、横須賀・総武快速線および一部区間で線路を共用する列車に使用されている車両について記述する。ただし、臨時列車および貨物列車（牽引機関車）については割愛する。なお、以下に示す車両はすべて電車である。

### 現在の使用車両
本節では、鎌倉車両センター（旧・大船電車区）所属で当線全線で運用されている車両は「運用車両」に、それ以外の定期運用車両は「その他（特急）」の項目に分けて記述する。

#### 運用車両

##### 一般形車両

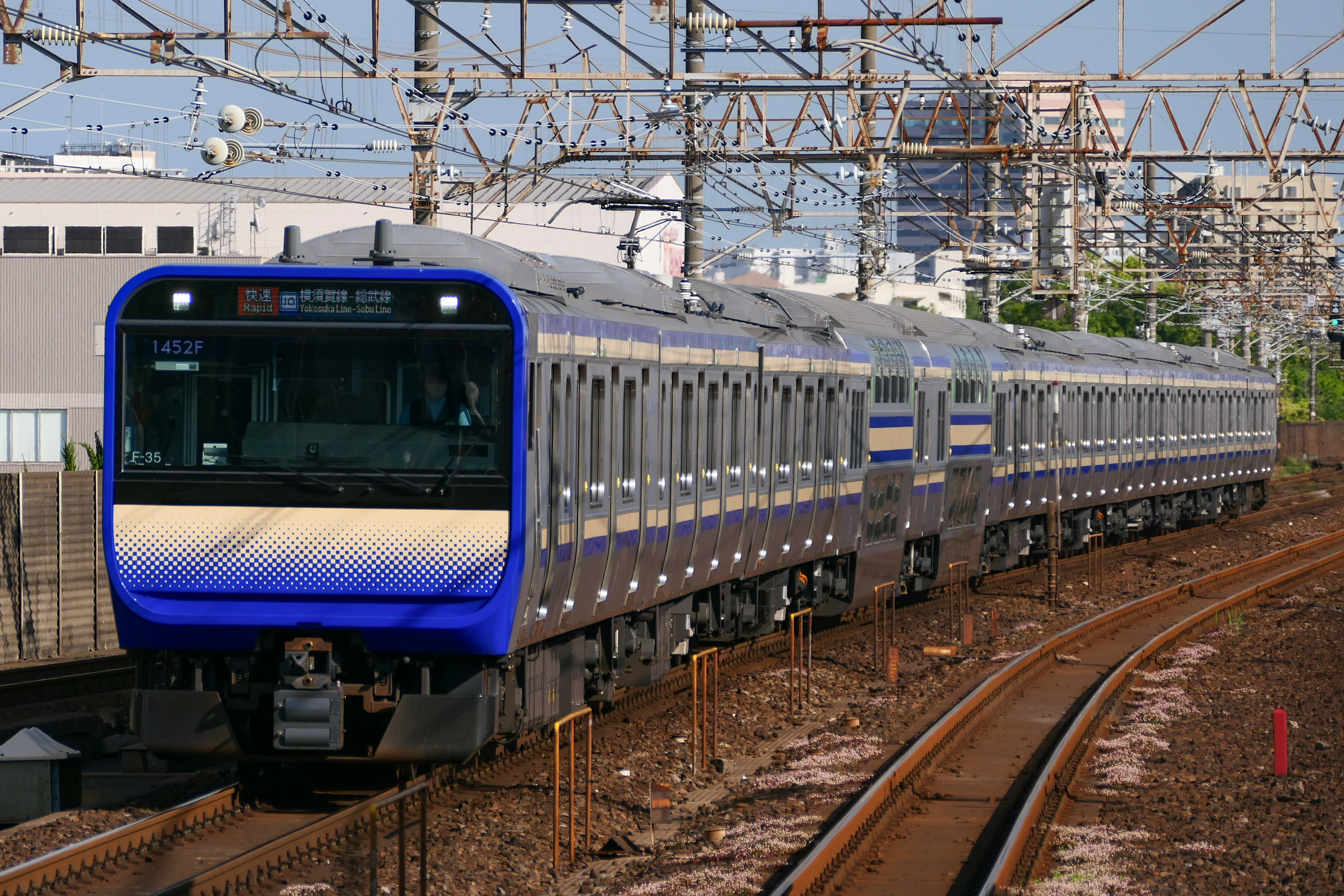
E235系1000番台

E235系1000番台（鎌倉車両センター所属、2020年12月21日-）
後述のE217系と同じく2階建てグリーン車2両を含む基本編成11両と付属編成4両で構成される15両編成であるが、本形式では普通車全席がロングシートとなった。また、普通列車のグリーン車としては初めて公衆無線LANの導入と各座席へのコンセント設置がなされた。
| 増1 | 増2 | 増3 | 増4 |

| 1 | 2 | 3 | 4 | 5 | 6 | 7 | 8 | 9 | 10 | 11 |

横須賀・総武快速線で運用される一般形車両は、現用のE235系1000番台のほか過去に使用されていた113系・E217系を含めて、多くの列車が基本編成11両と付属編成4両で構成される15両編成で運行されているが、日中時間帯を中心に基本編成のみの11両編成で運転する列車も多数運行される。また、逗子駅 - 久里浜駅間では付属編成単独の4両編成での運用も存在する。

##### 特急形車両
E257系（500番台：幕張車両センター所属、5000番台：大宮総合車両センター所属）
- 500・5000番台が特急「新宿さざなみ」・「新宿わかしお」で運用されている。また500番台は、特急「しおさい」の一部の列車と「あやめ祭り」などの臨時列車でも運用されている。

E259系（鎌倉車両センター所属）
- 特急「成田エクスプレス」・「しおさい」で運用されている。

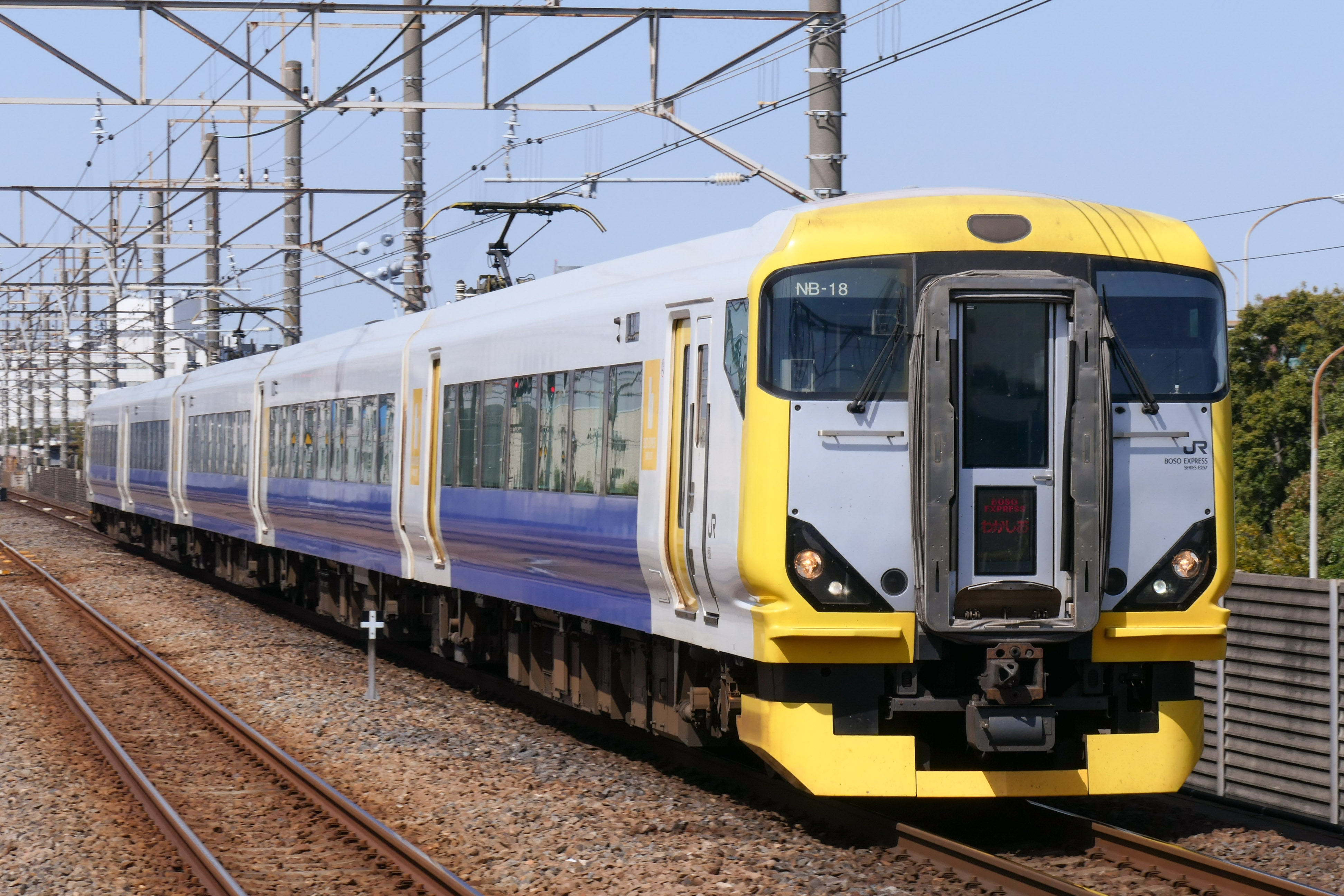
E257系500番台
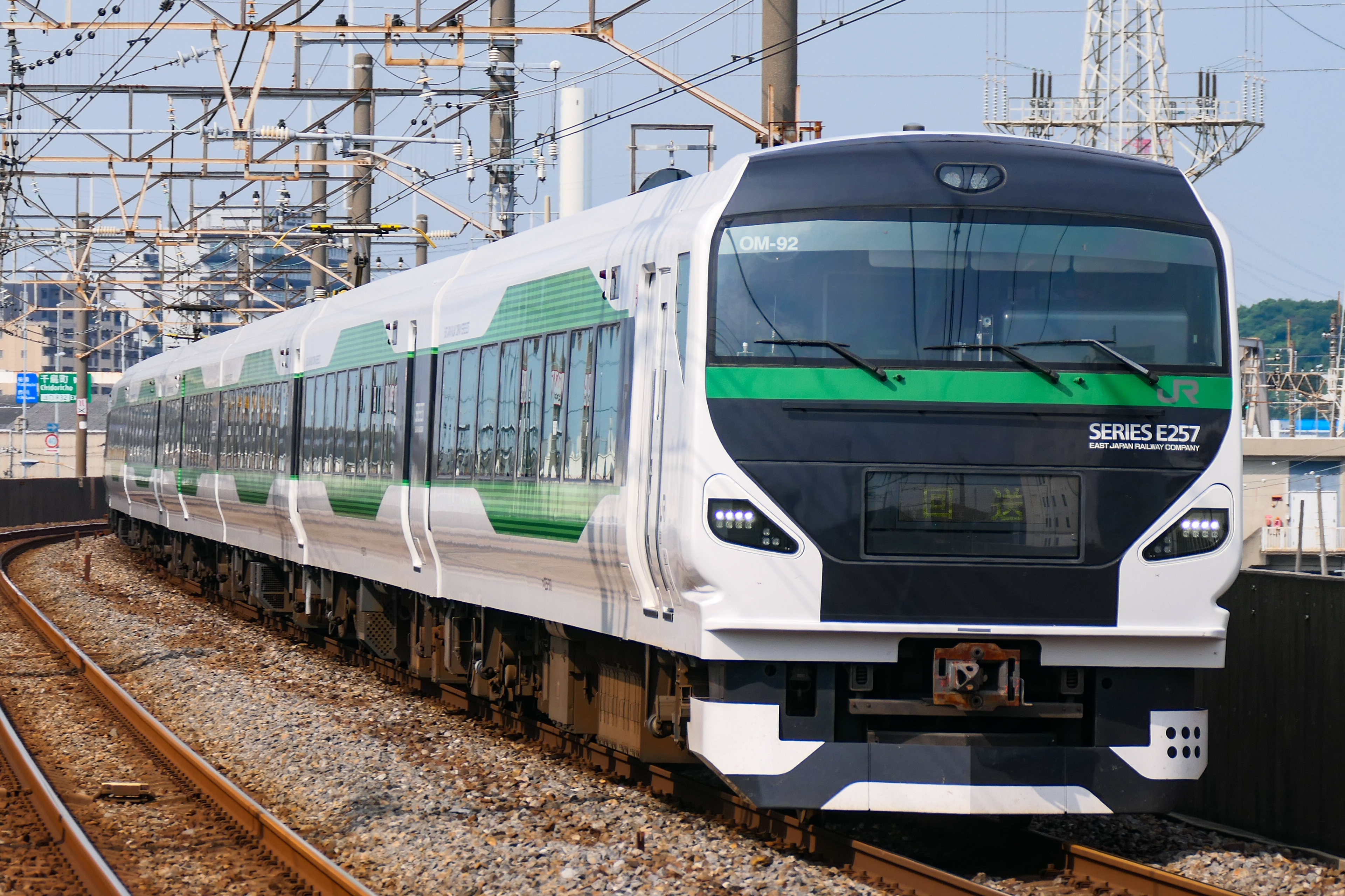
E257系5000番台
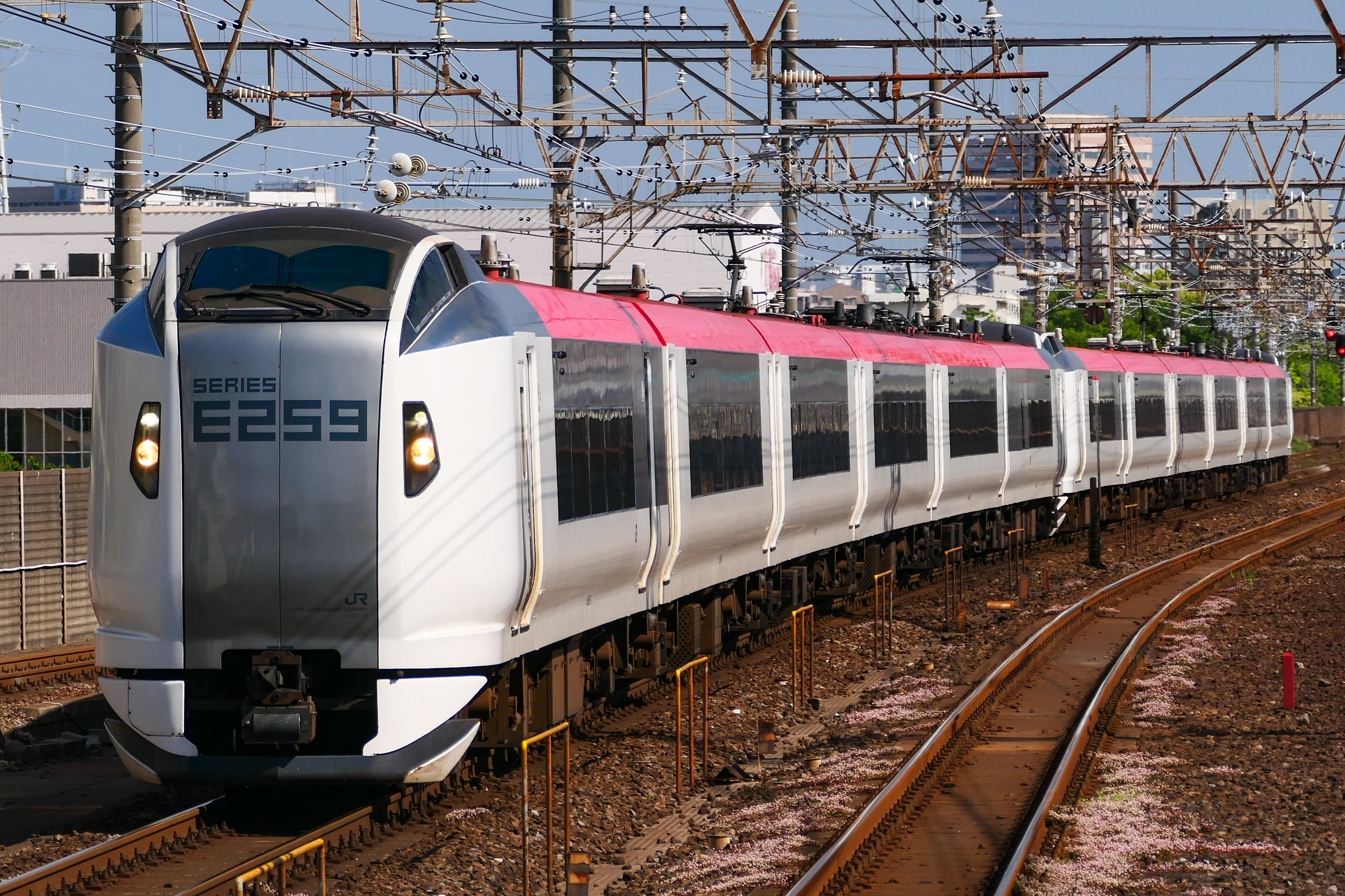
E259系

### 過去の使用車両
本節では、旧・大船電車区および旧・幕張電車区（現・幕張車両センター）で横須賀・総武快速線運用の同区所属車だった車両は「運用されていた車両」に、それ以外は「その他（特急など）」に分けて記述する。

#### 運用されていた車両
113系（大船電車区・幕張電車区）

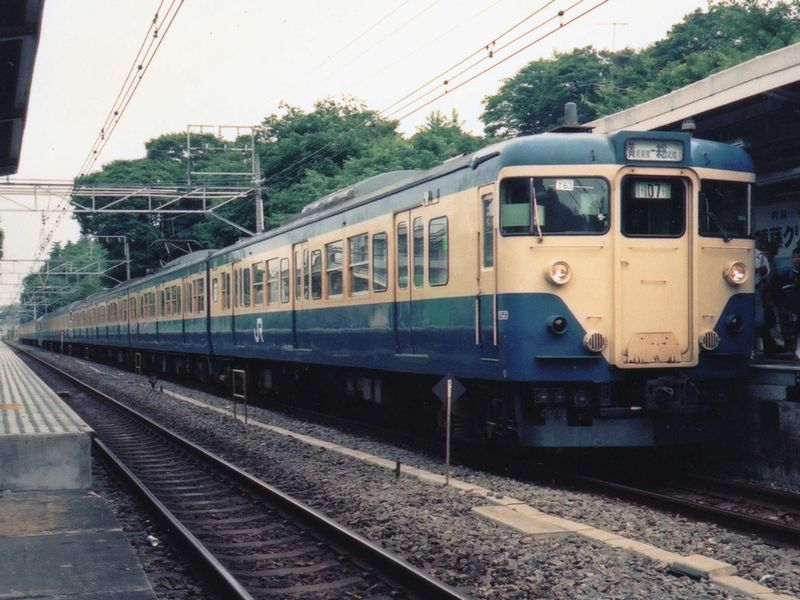
113系

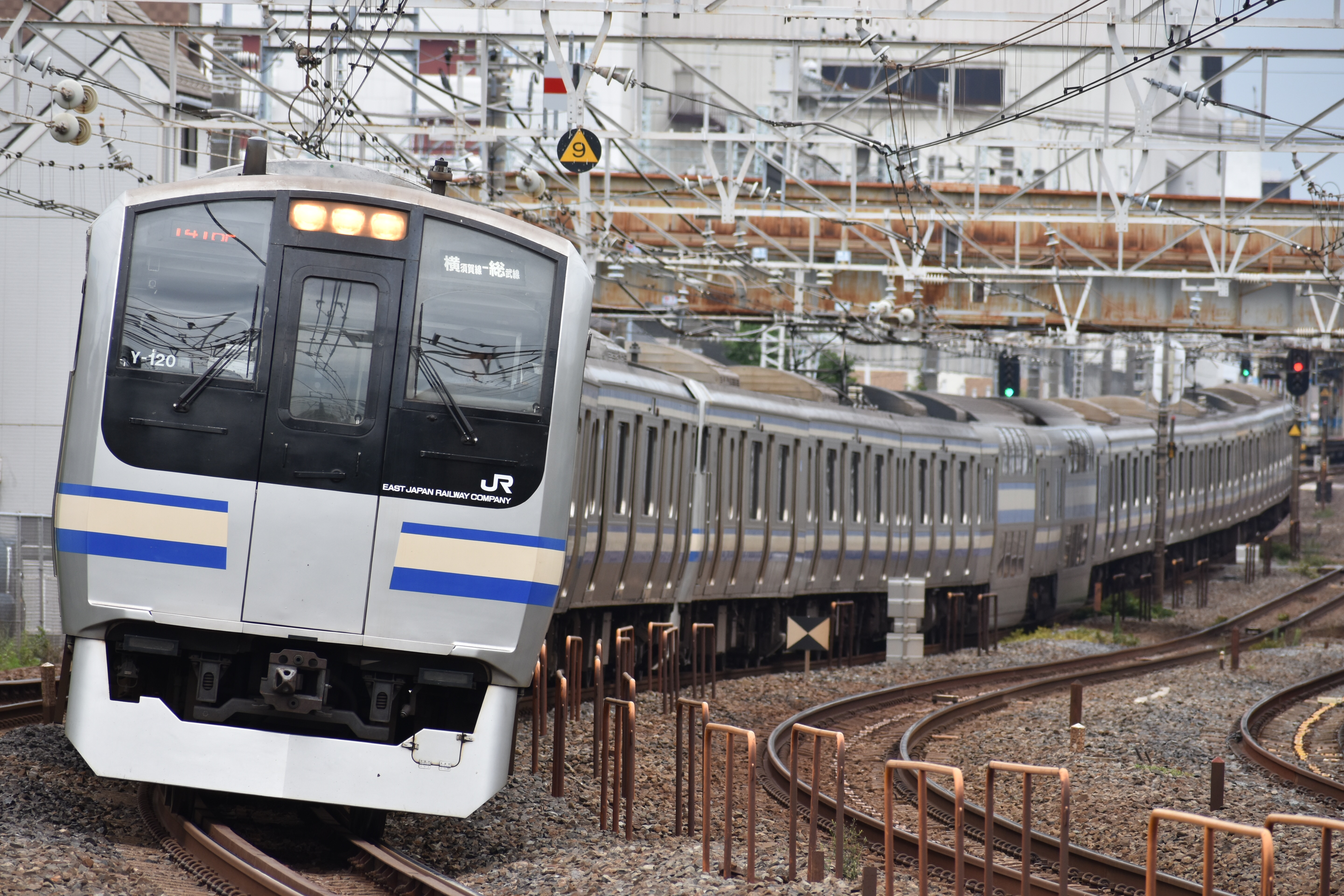
E217系

- 1980年（昭和55年）10月1日の直通運転開始時から1999年（平成11年）12月3日まで運用された。基本編成11両と付属編成4両の15両編成で構成され、基本編成4・5号車にグリーン車を連結していた。
- 電動方向幕による行先表示を実施し、サボ運用を廃止した。

E217系（鎌倉車両センター所属）
- 前述の通勤快速の運行開始と同時に1994年12月3日から運用された。
- 久里浜方から付属編成4両（増1 - 増4号車）・基本編成11両（1 - 11号車）で構成される15両編成となっており、基本編成の4・5号車が2階建てグリーン車、それ以外が普通車である。普通車は4扉、ロングシートが基本であるが、基本編成の千葉寄りの3両（9・10・11号車）のみセミクロスシートとなっていた。
- 先頭車正面右側に設置されている路線名・列車種別表示器には、通常黒地に白文字で「横須賀線-総武線」と表示される。かつて運転されていた通勤快速や特別快速での運転時は黒地に赤文字で「通勤快速」や「特別快速」と表示され、快速エアポート成田では黒地に青文字で「エアポート成田」と表示されていた。また、営業運転での使用こそされていないが、種別・行先表示が可能な特別快速エアポート成田では黒地に赤文字で「特別快速エアポート成田」と表示する。なお、黒地に白文字の「普通」や黒地に赤文字の「快速」も表示可能だが、営業運転で使用された回数は少ない。
- 通称「スカ色」と呼ばれる青とクリーム色（■■■）の帯が巻かれていた。この色は113系から継承されているものだが、2000年代初期に行われた機器更新に伴う塗装・ロゴ・スカート変更により元の塗色よりも明るいものに変更され、窓上の帯は元の三段帯から二段帯に変更された。ちなみに、成田線（我孫子支線）120周年記念企画として2021年（令和3年）4月30日から同年10月頃まで常磐快速線・成田線で運用されている松戸車両センター所属のE231系マト139編成が当系列の更新色と似た塗装に変更されていた。
- 2025年3月8日をもって定期運用を終了した。

#### その他（特急など）
特急列車・ホームライナー（「しおさい」、「あやめ」、「さざなみ」、「わかしお」、「すいごう」、「ホームライナー津田沼」など）として183系・189系（1972年7月15日-2009年3月13日、但し特急運用は2005年12月9日まで）と255系（1993年7月2日-2024年3月15日、但し車両不足などを理由に2024年6月29日まで運行を継続）が、特急「成田エクスプレス」として253系（1991年3月19日-2010年6月30日）が、前者は幕張電車区所属、後者が大船電車区所属で運用された。
急行列車は、千葉気動車区（現・廃止）のキハ58・28系やキハ55系が、津田沼電車区（現・習志野運輸区）所属の165系が、1975年（昭和50年）3月10日以降は（「犬吠」、「内房」、「外房」、「水郷」、「鹿島」として）153系と165系が、新設された幕張電車区所属（165系の一部は前述の津田沼電車区からの転入）で運用された。

## 路線概況と沿革
本節では、横須賀・総武快速線のSM分離および直通運転開始からの路線概況と沿革について記述する。なお、本節の区間表記順は、交通新聞社発行『マイライン 東京時刻表』やJTBパブリッシング発行『JTB時刻表』の当運転系統の最初の表記に倣い、千葉駅→東京駅→大船駅→久里浜駅の順とする。

### 総武快速線区間
千葉駅 - 東京駅間における、路線概況と沿革を区間別に下記に示す。（本節の出典：）

#### 千葉駅 - 津田沼駅間
開業当時の千葉駅の位置は、現在地よりも北東の東千葉駅付近にあり、東京方面から房総方面へ行く列車は、千葉駅でスイッチバックする配線であった。現在地へ移転したのは1963年4月28日で、東京方面から総武・房総方面へ直通運転可能な配線となったが、千葉駅構内西千葉駅側で緩行線ホームと房総方面ホームと成田線ホームとの線路の平面交差が生じた。また、1972年7月15日に総武本線津田沼駅 - 錦糸町駅間は複々線化したが、千葉駅 - 津田沼間は複線のままだったため、同区間に快速と各駅停車などが集中するようになった。また、幕張駅と津田沼駅にも緩行線と快速線と幕張電車区に入庫する線路との平面交差が生じ、これらは輸送上のネックとなった。1981年7月6日に千葉駅 - 津田沼駅間の複々線化が完成、これらの平面交差も解消され、同年12月20日には千葉駅の成田線と総武快速線との立体交差化が完成した。さらに、1984年2月1日に千葉駅に成田線ホームが増設された。千葉駅を出ると、海側に緩行線、山側に快速線が並列して線路別の複々線となっている。西千葉駅と稲毛駅間に黒砂信号場がある。この信号場は前述の千葉駅 - 津田沼駅間の複々線化の際に、1975年3月10日に閉区していた千葉気動車区の敷地を信号場として設置したもので、上下本線＋中線（待避線）の「複線待避型」の信号場であり、長大編成の電車や貨物列車が往来するため、比較的長い構内（有効長約300 m）となっている。この信号所は貨物列車等の待避の他、千葉駅発着の列車折り返しにも使用されている。
黒砂信号場を過ぎると稲毛駅へ入る。同駅は1981年10月1日ダイヤ改正で快速停車駅に昇格したもので、総武快速線の中で一番新しい停車駅である。千葉駅と幕張車両センターの狭間にあるため、房総ローカルとして使用される209系2000番台・2100番台の回送列車が頻繁に通過する。稲毛駅を出ると、幕張駅付近から快速線の上下線が広がり、千葉駅 - 東京駅間で唯一の踏切である花立踏切を乗り越し、そこから、緩行線幕張本郷駅を経て津田沼駅千葉方約2.5 kmの地点まで幕張車両センターが快速線の上下線に抱き込まれるようにして設置されている。同センターは、1972年7月5日に幕張電車区として発足、同月15日に津田沼駅 - 錦糸町駅間複々線化と同時に使用開始された。構内全長が2.5 km、最大幅120 m、敷地面積が約22万m2の大きな車両基地で、同センターへの出入区は津田沼駅と幕張駅から行う。2004年10月16日に幕張電車区は現名称へ改称している。次の津田沼駅は、島式ホーム3面6線の配線で、快速線と緩行線双方とも3線で上下本線に中待避線が設置された駅である。複々線化前は中待避線がある2面3線のホームで、貨物設備が併設され、錦糸町駅方で津田沼電車区（現・習志野運輸区）への通路線が分岐していた。複々線化の際に、現状の形が出来上がり、津田沼電車区は緩行線に接続、また、快速線の中待避線は単線で、千葉方約2.5 kmの地点までの通路線として幕張車両センターに繋がっている。

#### 津田沼駅 - 錦糸町駅間
津田沼駅を過ぎると、この区間が1972年7月15日に完成した総武本線最初の複々線区間で、快速線の次のホーム設置駅は船橋駅で、同駅は1面2線の島式ホームを有する。船橋駅を過ぎると緩行線に西船橋駅、下総中山駅、本八幡駅があるが、快速線はいずれもホームはなく通過する。次の市川駅は快速線にもホームがある駅で、ここには外側に通過線が設置され、当駅で快速が特急などの待避をする。市川駅を過ぎると、すぐに江戸川を橋梁で渡り、東京都に入る。小岩駅を過ぎると、山側に新小岩信号場（旧・新小岩操車場）が現れ、快速線の下り線はそこで同信号場へ分岐する線路と立体交差している。同信号場の北側には、常磐線金町駅からの通称「新金線」と呼ばれる貨物線が接続している。なお、この貨物線は総武本線の別線扱いである。次の新小岩駅は船橋駅と同様の1面2線の島式ホームを有する快速停車駅で、構内北側には越中島貨物駅方面へ向かう単線の貨物線が通っている。
新小岩駅を過ぎると、前述の貨物線を加え5線区間となっているが、これは、亀戸駅で分岐していた小名木川・越中島両貨物駅へ向かう貨物線を、複々線化工事の一環として、新小岩駅 - 亀戸駅間に単線の線路を現在線に併設して線増したものである。さらに、亀戸駅の千葉方で乗越橋を設置して本線と立体交差している。次の錦糸町駅は、緩行線と快速線の分岐駅となった駅で、快速の他「成田エクスプレス」以外の特急列車の停車駅にもなっている。以前の錦糸町駅は、旅客ホームが1面2線であり、北側に貨物駅と客貨車区が併設されていた。複々線化工事の際に、貨物駅は工事の支障をきたすことになるので、両国駅と亀戸駅とともにこれらの3駅の貨物扱い分を小名木川・越中島両貨物駅の改良増強してそこに集約した。また、客貨車区も線路工事に支障するため、施設は佐倉駅に移転した。複々線化後の同駅は、快速線と緩行線それぞれに島式ホームが設置され、2面4線となった。駅構内北側には高架式の電留線が6線設置され、快速電車に使用される車両が留置される。

#### 錦糸町駅 - 東京駅間
錦糸町駅を出ると、緩行線と快速線を結ぶ渡り線が設置されており、新宿方面へ向かう列車や同方面からの列車などはこの渡り線を利用して転線する。その渡り線のすぐ先には、錦糸町駅電留線からの線路が接続して、その関連の下り線→上り線への渡り線もある。そこを過ぎると、また同様の渡り線があるが、これは両国駅3番線ホームから下り線へ転線するための渡り線で、そのホームへの線路は両国駅手前で上り線から分岐する。この接続点は、快速線上の両国駅構内である。そこから、山側に東京都江戸東京博物館と両国国技館を見ながら勾配を下ると、国鉄初の都市内トンネルとなった総武トンネル（東京駅 - 品川駅間は東京トンネル）と呼ばれる地下トンネルへと突入する。次の馬喰町駅は、JR線の駅の中で一番深い位置にある旅客駅（海抜-30.58 m）で、次の新日本橋駅とともに、1972年7月15日に開業した駅である。次の東京駅は、東京駅丸の内駅前広場の地下に建設、この地下駅は地下5階に2面4線のホームを有し、線路は同駅以南の横須賀線と繋がっている。総武本線の起点駅は、地下トンネルが開業した日にここ東京駅に変更になった。

### 横須賀線区間
東京駅 - 久里浜駅間における、路線概況と沿革を区間別に下記に示す。（本節の出典：）

#### 東京駅 - 品川駅間

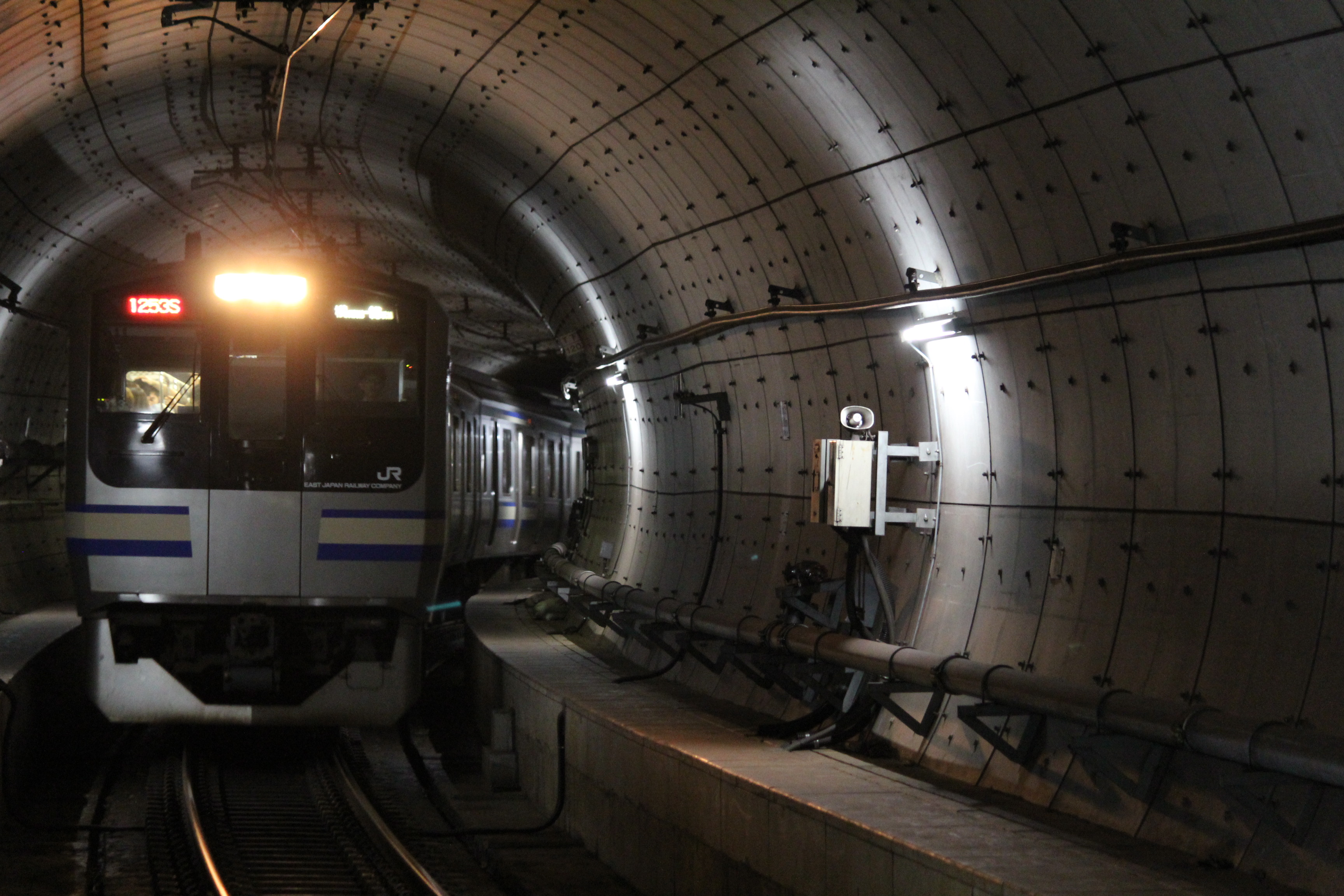
東京トンネルを走行する横須賀線列車（2017年7月2日 新橋駅）

横須賀線は東京駅の地下ホームから発着するが、このホームは1972年7月15日に東京 - 両国駅間の線路増および両国駅 - 津田沼駅間の複々線が完成したと同時に開業したホームで、線路は同駅以北の総武快速線と繋がっている。品川駅付近を除き全区間地下線で、1976年10月1日に東海道本線の線路増として品川駅まで開業、総武快速線が同駅まで乗り入れていた。1980年10月1日に横須賀線が東海道本線と線路が分離されたと同時に総武快速線と直通運転を開始した。東京トンネルの地下線は、地上の東海道本線・京浜東北線・山手線に沿って南へ向かい、途中トンネル内には新橋駅がある。東海道線と東海道新幹線に挟まれつつ地上に出ると品川駅である。なお、ホーム上の案内は「横須賀線」であるが、正式には東海道本線である。

#### 品川駅 - 横浜駅間

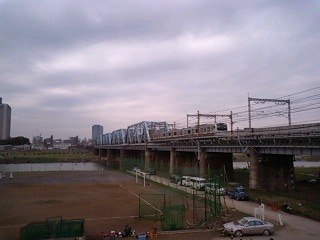
多摩川橋梁（2007年11月撮影）

品川駅を出て京急本線をくぐり、建設中のリニア中央新幹線の北品川非常口を横に東海道新幹線と並行しながら東海道線と京浜東北線を跨いで南西に進路をとると、従来の旅客線と離れた新鶴見操車場（現・新鶴見信号場）を経由する通称品鶴線に入る。このルートはもともと東海道本線の貨物別線として整備されたもので、1980年10月1日の横須賀線と東海道本線の線路分離の際に旅客線に転用された。品川駅 - 西大井駅間の旧・目黒川信号場では山手貨物線が分岐し、山手線とともに右側方向へ離れていく。続いて湘南新宿ラインや相鉄線直通列車が経由する山手貨物線大崎支線と、東京臨海高速鉄道りんかい線を跨ぎ、旧・蛇窪信号場で大崎支線と合流する。また、合流地点付近で東急大井町線をくぐる。ここからは東海道新幹線の真下を走り、まもなく1986年4月2日に設置された西大井駅に至る。
住宅街の中を進み国道1号（第二京浜）をくぐると東海道新幹線が横須賀線の右側に移り、並行して掘割や高架を進む。東急池上線をくぐり東急多摩川線を跨ぐと、多摩川橋梁を渡って東海道新幹線とともに多摩川を越え、東京都から神奈川県に入り武蔵小杉駅に至る。同駅は横須賀線の駅としては2010年3月13日に開業したもので、南武線や東急東横線・東急目黒線との乗換駅であるとともに、特急「成田エクスプレス」の停車駅でもある。武蔵小杉駅を過ぎると東海道新幹線から離れ、南武線と500mほど離れて並行しながら南南東方向に進路を変える。品鶴線はこの付近で上り旅客線は貨物線と合流、下り旅客線は貨物線と分岐して、複々線となって上り旅客線が下り貨物線を高架で跨ぐ。なお、この地点から先は旅客線と貨物線の間の転線はできず、特急「湘南」の一部と相鉄・JR直通線は貨物線を走行する。分岐点は新鶴見信号場の北端にあたり、貨物線は武蔵野線（武蔵野南線・貨物線）と合流したあと上下本線が離れ、新鶴見信号場の構内線路や新鶴見機関区を抱き込む。並行する旅客線には、上り線が地上に降りた先、新鶴見機関区に隣接する位置に新川崎駅
が所在する。同駅の開業は1980年10月1日のことで、品鶴線旅客転用当初から存在する唯一の駅である。
新川崎駅を過ぎると、旅客線は貨物線から新鶴見信号場南端で分岐する南武線貨物支線（尻手短絡線）を高架で跨ぎ、地平に降りて貨物線とともに国道1号をくぐったあと、高架で貨物線を跨いで川崎駅方面からの東海道線と合流、東海道線・京浜東北線との並行（三複線）区間に入る。ここから大船駅までは横須賀線・湘南新宿ライン列車と東海道線・上野東京ライン列車との並走が見られることも多い。鶴見川を渡るとこの先京浜東北線の鶴見駅を左に見ながら通過する。なお、貨物線はここで東京貨物ターミナル駅からの東海道貨物線と合流し、同駅（京急・花月総持寺駅付近）で東高島駅方面と、横浜羽沢駅（羽沢横浜国大駅）方面へと分岐する。同駅から、新子安駅・東神奈川駅を通過して住宅街を進み、国道1号（第二京浜）をくぐると横浜駅へ至る。なお、鶴見駅 - 戸塚駅間は、内陸側に横須賀線、海側に東海道本線旅客線の線路別複々線で建設された。

#### 横浜駅 - 大船駅間
横浜駅は地上のJR各線・京急本線・相鉄本線、地下の東急東横線・みなとみらい線・横浜市営地下鉄ブルーラインの全国最多となる合計6社局が乗り入れる。東海道線と並行するため、一部の駅で駅舎の工事を行い、横浜駅では駅ビルと東急東横線の駅を移設するなどしてホームの幅員を増やした。京急本線、および京浜東北線に繋がった根岸線が横浜駅で左にカーブして離れ、右側に併走する相鉄本線が同線西横浜駅付近まで並行。同線が離れると東海道線との複々線で住宅街を走る。左側に国道1号（東海道）が並行すると、保土ケ谷駅へ至る。同駅ではそれまで横須賀線電車のみ停車していた東海道本線のホームを廃止して、旧貨物線上に横須賀線ホームを設置した。保土ケ谷駅を過ぎると右にカーブ。ここから多摩丘陵と三浦丘陵に挟まれた谷間を進み、保土ヶ谷バイパスをくぐると東海道線（上野東京ライン）の清水谷戸トンネルと少し離れて品濃トンネルに入る。トンネルを出ると、猪久保トンネルを経て右側から現れた東海道貨物線が並行し、離れていた東海道線が近づき3複線となると横須賀線電車のみが停車する東戸塚駅に至る。同駅は、国鉄が地元からの長年の要望を受けて1980年10月1日に新設した駅である。
東戸塚駅を過ぎ緩いS字カーブを描きながら工場群の中を進むと、横須賀線の下り線が戸塚駅の北側で東海道本線旅客線をオーバークロスして海側に回り、方向別複々線となると、地下鉄ブルーラインが接続する戸塚駅に至る。同駅では、旧貨物線上に横須賀線・東海道線上りホームを設置し、旧東海道線・横須賀線上下ホームは東海道線・横須賀線下りホームとして、東海道本線列車と横須賀線電車の同一ホームでの対面乗り換えを可能にした。戸塚駅を過ぎ、柏尾川沿いに南下すると大船駅の北側で横須賀線上り線がオーバークロスするところまで方向別複々線が続き、上り線が東海道線を乗り越え、左側から根岸線が現れると大船駅に至る。大船駅では再び路線別のホームとなる。大船駅では旧貨物線上に東海道線上りホームを設置し、旧東海道線上りホームは東海道線下りホームとなった。また従来の東海道線下り列車は横須賀線上りホーム（副本線）と下りホーム（本線）のいずれかから発車していたが、東海道線下り線の移設により下りホームは横須賀線のみが発着するようになった。現在でも横須賀線ホームは東海道線の藤沢方面と線路が繋がっている。また、同駅は横浜市と鎌倉市に敷地が跨っており、東海道本線・根岸線とのジャンクションであるほか、湘南モノレール江の島線も発着している。

#### 大船駅 - 久里浜駅間
大船駅を出ると根岸線からの連絡線が合流し、鎌倉車両センターへの引込線が分かれる。湘南モノレールをくぐると、2006年（平成18年）に廃止されたJR東日本の車両工場である鎌倉総合車両センター（大船工場）への出入場線が分かれていた。1973年4月9日の根岸線洋光台駅 - 大船駅間延伸開業する以前の大船駅は、旅客ホームが3面6線（現在は、根岸線ホームを含め5面10線）で、東海道本線と横須賀線方向別に配置され、貨物線は本線2線、待避線2線で貨物設備が設けられていた。藤沢方に、前述の車両基地への引込線が分かれ、その付近で横須賀線上り線が東海道本線下り線と引込線の上を跨いで立体交差している。この立体交差は現在でも残っているが、以前は旧・大船工場への出入場線付近から、東海道貨物線へ行くルートが分岐、このルートは東海道本線上り線と平面交差しており、輸送上のネックポイントとなっていた。しかも、この平面交差は鈍角に交わっていたため、ここを通過する列車の衝撃も大きかった。この平面交差は、前述の根岸線の延伸により、根岸線と東海道貨物線を連絡する立体交差が大船駅東京方に設置された時に廃止された。これにより、東海道貨物線対横須賀線の貨物列車のルートは、新設の立体交差を通り、一旦根岸線本郷台駅に入り、そこでスイッチバックして根岸線から横須賀線へ向かうという複雑なルートとなった。北鎌倉駅を過ぎると、次は鶴岡八幡宮最寄り駅の鎌倉駅で、江ノ島電鉄線が接続している。
次の逗子駅は横須賀線の運行拠点のひとつとなっている。横須賀線電車は15両編成の場合基本編成11両と付属編成4両を併結して運転、ここで基本編成11両と付属編成4両に分割併合される。久里浜駅方面へは11両編成、もしくは4両編成となる。そのため、逗子駅には電留線が設けられている。この電留線は同駅の久里浜方の南側にあり、1951年3月26日に完成、1968年12月1日に駅改良工事に伴い、構内が改良された。駅改良工事の際、ホームは2面3線で変わりはないが、従来の下り本線であった2番線が中線となり、3番線が下り本線となった。また、同駅から京浜急行本線沿線にある総合車両製作所（旧東急車輛製造）からの車両輸送用の専用線が同駅から分岐、さらに、駅から1 kmほど南西に逗子海岸がある。逗子駅を過ぎると東逗子駅と続き、同駅と次の田浦駅間は海岸近くまで山が迫る地形のためトンネルが連続する。そのトンネルの合間にある田浦駅は、一度1984年2月1日に逗子駅 - 横須賀駅間貨物営業廃止に伴い同駅の貨物営業も廃止したが、1987年4月1日の国鉄分割民営化により、日本貨物鉄道が大船駅 - 田浦駅間の第二種鉄道事業者となり、逗子駅 - 田浦駅間の貨物営業再開、その後2006年5月1日の逗子駅 - 田浦駅間のJR貨物の第二種鉄道事業廃止まで、貨物取扱駅であった。田浦駅を過ぎると、海上自衛隊基地沿いを通って横須賀駅へ至る。横須賀駅は1面2線であるが、海側の1線が行き止まりであり、横須賀発着の列車はここに停車する。なお、逗子駅・横須賀駅の貨物設備は1984年2月1日にそれぞれ廃止された。ここから終点の久里浜駅までは単線区間である。横須賀駅を過ぎると南方向へ進路を変え、横須賀線最長2,089 mの横須賀トンネルによって衣笠駅へ至り、終点の久里浜駅へと至る。同駅は旅客ホームこそ1面2線であるが、構内はホームに隣接した電留線（久里浜駅電留線）が設置されている。また、1974年9月30日までは貨物設備もあり、1970年までは国府津機関区久里浜機関支区があった。その後、機関支区跡地には1998年にJR東日本横浜総合訓練センターが開設された。久里浜駅ホームから南も引き込み線が延びており、11両編成の電車が入線する際には道中にある踏切が遮断されたままとなってしまう。

## データ
本節では、運転系統としての横須賀・総武快速線のデータと駅を記述する。

### 路線データ
この節の区間表記順は、千葉駅→東京駅→大船駅→久里浜駅の順とする。
- 路線距離（営業キロ）：全長112.5 km
  - 千葉駅 - 東京駅間（総武本線）：39.2 km
  - 東京駅 - 大船駅間（東海道本線（品鶴線経由））：49.4 km
  - 大船駅 - 久里浜駅間（横須賀線）：23.9 km
- 管轄（事業種別）：東日本旅客鉄道（第一種鉄道事業者）
- 軌間：1,067 mm
- 駅数：28（ホームのある駅のみ）
- 信号場数：2
- 複線区間：千葉駅 - 横須賀駅間（104.5 km）
- 電化区間：全線（直流1,500 V）
- 閉塞方式：自動閉塞式
- 保安装置：ATS-P
- 最高速度
  - 千葉駅 - 錦糸町駅間：130 km/h（優等列車）、120 km/h（普通列車）
  - 錦糸町駅 - 品川駅間：100 km/h
  - 品川駅 - 大船駅間：120 km/h
  - 大船駅 - 横須賀駅間：95 km/h
  - 横須賀駅 - 久里浜駅間：65 km/h
- 運転指令所：東京総合指令室
  - 準運転取扱駅（異常時、入換時は駅が信号を制御）：千葉駅・幕張駅・津田沼駅・新小岩信号場・東京駅・品川駅・横浜駅・保土ケ谷駅・大船駅・鎌倉駅・逗子駅・久里浜駅
- 列車運行管理システム：東京圏輸送管理システム (ATOS)[146]
- 車両基地：鎌倉車両センター（大船駅）

千葉駅 - 錦糸町駅間が千葉支社、馬喰町駅 - 西大井駅間が首都圏本部、武蔵小杉駅 - 久里浜駅間が横浜支社の管轄であり、錦糸町駅 - 馬喰町駅間および西大井駅 - 武蔵小杉駅間に支社境界がある。

### 利用状況
- 横須賀線：2021年度の朝ラッシュ時最混雑区間は武蔵小杉駅 → 西大井駅間で、最混雑時間帯の平均混雑率は110 %である[147]。
- 総武快速線：2021年度の朝ラッシュ時最混雑区間は新小岩駅 → 錦糸町駅間で、最混雑時間帯の平均混雑率は105 %である[147]。

両線とも1980年代まで混雑率が非常に高く、最混雑区間の混雑率は250 %を超えていた。1994年から1999年にかけて、113系からE217系への置き換えが行われたことにより輸送力を増強し、1998年度に両線とも混雑率が200 %を下回った。総武快速線の混雑率は1998年度から2019年度まで、180 %程度で横ばい傾向であった。
横須賀線は2001年度に湘南新宿ラインが開業して混雑率が低下し、2009年度までは180 %台で推移していた。しかし、2010年3月13日に武蔵小杉駅が開業すると輸送人員が急増し、2010年度から2019年度まで混雑率が190 %を上回った。2019年度の時点では、JRの全路線で最も混雑率が高い路線であった。
近年の輸送実績を下表に記す。表中、最高値を赤色で、最高値を記録した年度以降の最低値を青色で、最高値を記録した年度以前の最低値を緑色で表記している。
| 年度               | 最混雑区間輸送実績  | 最混雑区間輸送実績  | 最混雑区間輸送実績  | 最混雑区間輸送実績  | 最混雑区間輸送実績 | 最混雑区間輸送実績 | 最混雑区間輸送実績 | 最混雑区間輸送実績 | 特記事項                                          |
| 年度               | 武蔵小杉 → 西大井間 | 武蔵小杉 → 西大井間 | 武蔵小杉 → 西大井間 | 武蔵小杉 → 西大井間 | 新小岩 → 錦糸町間  | 新小岩 → 錦糸町間  | 新小岩 → 錦糸町間  | 新小岩 → 錦糸町間  | 特記事項                                          |
| 年度               | 本数：本            | 輸送力：人          | 輸送人員：人        | 混雑率：%           | 本数：本           | 輸送力：人         | 輸送人員：人       | 混雑率：%          | 特記事項                                          |
| ------------------ | ------------------- | ------------------- | ------------------- | ------------------- | ------------------ | ------------------ | ------------------ | ------------------ | ------------------------------------------------- |
| 1960年（昭和35年） | 6                   | 6,600               | 18,980              | 288                 |                    |                    |                    |                    | 横須賀線の最混雑区間は保土ケ谷 → 横浜間           |
| 1965年（昭和40年） | 9                   | 9,900               | 30,350              | 307                 |                    |                    |                    |                    |                                                   |
| 1970年（昭和45年） | 8                   | 11,440              | 32,630              | 285                 |                    |                    |                    |                    |                                                   |
| 1975年（昭和50年） | 8                   | 11,440              | 33,400              | 292                 | 12                 | 14,520             | 40,600             | 280                |                                                   |
| 1979年（昭和54年） | 8                   | 11,440              | 35,600              | 311                 | 13                 | 17,270             | 47,040             | 272                |                                                   |
| 1980年（昭和55年） | 11                  | 15,730              | 33,610              | 214                 | 14                 | 20,020             | 48,710             | 243                | 1980年10月1日、横須賀線と総武快速線の直通運転開始 |
| 1985年（昭和60年） | 11                  | 15,730              | 38,240              | 243                 | 15                 | 21,450             | 57,240             | 267                |                                                   |
| 1986年（昭和61年） | 11                  | 15,730              | 39,350              | 250                 | 16                 | 22,880             | 59,910             | 262                |                                                   |
| 1987年（昭和62年） | 11                  | 15,730              | 39,800              | 253                 | 16                 | 22,880             | 60,800             | 266                |                                                   |
| 1988年（昭和63年） | 11                  | 15,730              | 39,800              | 253                 | 17                 | 24,310             | 62,000             | 255                |                                                   |
| 1989年（平成元年） | 11                  | 15,730              | 37,600              | 239                 | 17                 | 24,310             | 61,500             | 253                | 横須賀線の最混雑区間が横浜 → 新川崎間に変化       |
| 1990年（平成02年） | 11                  | 16,210              | 38,470              | 237                 | 17                 | 24,790             | 60,900             | 246                |                                                   |
| 1991年（平成03年） | 11                  | 17,430              | 38,700              | 221                 | 17                 | 26,840             | 63,490             | 237                |                                                   |
| 1992年（平成04年） | 11                  | 17,430              | 40,030              | 228                 | 17                 | 26,840             | 64,020             | 239                |                                                   |
| 1993年（平成05年） | 11                  | 17,560              | 40,650              | 231                 | 17                 | 26,840             | 62,550             | 233                |                                                   |
| 1994年（平成06年） | 11                  | 17,560              | 40,460              | 230                 | 17                 | 26,840             | 62,640             | 233                | E217系電車投入開始                                |
| 1995年（平成07年） | 11                  | 18,160              |                     | 224                 | 18                 | 28,600             | 63,700             | 223                | 横須賀線の最混雑区間が新川崎 → 品川間に変化       |
| 1996年（平成08年） | 11                  | 18,160              | 39,590              | 218                 | 18                 | 29,280             | 64,200             | 219                |                                                   |
| 1997年（平成09年） | 11                  | 19,560              | 39,600              | 202                 | 18                 | 31,680             | 63,900             | 202                |                                                   |
| 1998年（平成10年） | 11                  | 20,460              | 39,550              | 193                 | 19                 | 34,740             | 63,490             | 183                |                                                   |
| 1999年（平成11年） | 11                  | 20,460              | 39,480              | 193                 | 19                 | 35,340             | 63,370             | 179                | E217系電車投入完了                                |
| 2000年（平成12年） | 11                  | 20,504              | 38,998              | 190                 | 19                 | 35,416             | 63,000             | 178                |                                                   |
| 2001年（平成13年） | 11                  | 20,504              |                     | 191                 | 19                 | 35,416             | 62,900             | 178                | 2001年12月1日、湘南新宿ライン運転開始             |
| 2002年（平成14年） | 11                  | 20,504              | 38,750              | 189                 | 19                 | 35,416             | 63,020             | 178                |                                                   |
| 2003年（平成15年） |                     |                     |                     | 185                 | 19                 | 35,416             | 62,930             | 178                |                                                   |
| 2004年（平成16年） |                     |                     |                     | 180                 | 19                 | 35,416             | 62,791             | 177                |                                                   |
| 2005年（平成17年） | 9                   | 16,776              | 30,300              | 181                 | 19                 | 35,416             | 63,360             | 179                |                                                   |
| 2006年（平成18年） | 9                   | 16,776              |                     | 184                 | 19                 | 35,416             | 63,660             | 180                |                                                   |
| 2007年（平成19年） | 9                   | 16,776              | 30,500              | 182                 | 19                 | 35,416             | 63,670             | 180                |                                                   |
| 2008年（平成20年） | 9                   | 16,776              | 30,700              | 183                 | 19                 | 35,416             | 64,030             | 181                |                                                   |
| 2009年（平成21年） | 9                   | 16,776              | 30,300              | 181                 | 19                 | 35,416             | 63,450             | 180                | 2010年3月13日、横須賀線武蔵小杉駅が開業           |
| 2010年（平成22年） | 10                  | 18,640              | 36,050              | 193                 | 19                 | 35,416             | 63,261             | 179                |                                                   |
| 2011年（平成23年） | 10                  | 18,640              | 36,400              | 195                 | 19                 | 35,416             | 62,675             | 177                |                                                   |
| 2012年（平成24年） | 10                  | 18,640              | 35,950              | 193                 | 19                 | 35,416             | 62,960             | 178                | 横須賀線の最混雑区間が武蔵小杉 → 西大井間に変化   |
| 2013年（平成25年） | 10                  | 18,640              | 36,000              | 193                 | 19                 | 35,416             | 63,130             | 178                |                                                   |
| 2014年（平成26年） | 10                  | 18,640              | 35,860              | 192                 | 19                 | 35,416             | 63,120             | 178                |                                                   |
| 2015年（平成27年） | 10                  | 18,640              | 36,010              | 193                 | 19                 | 35,416             | 63,920             | 180                |                                                   |
| 2016年（平成28年） | 10                  | 18,640              | 35,550              | 191                 | 19                 | 35,416             | 64,250             | 181                |                                                   |
| 2017年（平成29年） | 10                  | 18,640              | 36,590              | 196                 | 19                 | 35,416             | 63,990             | 181                |                                                   |
| 2018年（平成30年） | 10                  | 18,640              | 36,790              | 197                 | 19                 | 35,416             | 64,150             | 181                |                                                   |
| 2019年（令和元年） | 11                  | 20,504              | 40,060              | 195                 | 19                 | 35,416             | 64,100             | 181                | 2019年11月30日、相鉄・JR直通線開業                |
| 2020年（令和02年） | 11                  | 20,504              | 23,980              | 117                 | 19                 | 35,416             | 37,100             | 105                | E235系1000番台電車投入開始                        |
| 2021年（令和03年） | 11                  | 20,512              | 22,480              | 110                 | 19                 | 35,416             | 37,340             | 105                |                                                   |

## 駅一覧
以下は横須賀・総武快速線上の停車場（駅・信号場）および停車種別・接続路線などを一覧表としてまとめたものである。なお、本節表の駅の表記順および区間表記順は駅ナンバリングの付番順とする。
- 特定都区市内制度適用範囲の駅 ： 浜＝横浜市内、山＝東京山手線内、区＝東京都区内
- 営業キロ ： 鶴見駅 - 品川駅間は経路特定区間に指定されており、旅客がこの区間を挟んで乗車する場合は、新川崎駅・武蔵小杉駅・西大井駅経由よりも2.9 km短い東海道線・京浜東北線川崎駅・大井町駅経由の営業キロで運賃を計算する。
- 停車駅
  - 横須賀・総武快速線
    - 普通：下表の久里浜駅 - 東京駅間の全旅客駅に停車
    - 快速：下表の東京駅 - 千葉駅間の全旅客駅に停車

  - 湘南新宿ライン・相鉄線直通（相鉄・JR直通線）：各運転系統記事参照
  - 特急「成田エクスプレス」「踊り子」「サフィール踊り子」「湘南」「しおさい」「新宿わかしお」「新宿さざなみ」など：各列車記事参照
- 接続路線 ： 東日本旅客鉄道と東急電鉄の路線名は運転系統上の名称（正式路線名とは異なる）。駅名が異なる場合は⇒印で駅名を記す。
- 久里浜駅 - 横須賀駅間は単線区間。久里浜駅・衣笠駅では列車交換可能、横須賀駅では久里浜発着列車同士の列車交換不可
- 線路・信号設備上は、西大井駅 - 品川駅間で大崎駅（旧・蛇窪信号場および旧・目黒川信号場）、馬喰町駅 - 錦糸町駅間で両国駅を経由しているものの、正式路線上では両駅を経由していないものとして扱われるが、前述から、その地点を（）付きで表に掲載する。なお、その地点のなどの駅間営業キロや累計営業キロには（）付きで示す（表を参照）
- 総武線（各駅停車）との重複区間の錦糸町駅 - 千葉駅間は線路別複々線となっている。
- 武蔵小杉駅 - 西大井駅間で大田区、馬喰町駅 - 錦糸町駅間で台東区を通過するが、駅は設置されていない。

| 正式路線名   | 走行線路               | 駅番号         | 駅名                 | 駅間営業キロ | 累計 営業キロ | 累計 営業キロ | 接続路線・備考 | 所在地 | 所在地 | 所在地 |
| 正式路線名   | 走行線路               | 駅番号         | 駅名                 | 駅間営業キロ | 品鶴線経由 | 各線区毎 | 接続路線・備考 | 所在地 | 所在地 | 所在地 |
| ------------ | ---------------------- | -------------- | -------------------- | --- | --- | --- | --- | --- | --- | --- |
| 横須賀線     | 横須賀線               | JO 01          | 久里浜駅             | - | 0.0 | 23.9 | 京浜急行電鉄： 久里浜線 ⇒京急久里浜駅 (KK67) | 神奈川県 | 横須賀市 | 横須賀市 |
| 横須賀線     | 横須賀線               | JO 02          | 衣笠駅               | 4.6 | 4.6 | 19.3 | | 神奈川県 | 横須賀市 | 横須賀市 |
| 横須賀線     | 横須賀線               | JO 03          | 横須賀駅             | 3.4 | 8.0 | 15.9 | | 神奈川県 | 横須賀市 | 横須賀市 |
| 横須賀線     | 横須賀線               | JO 04          | 田浦駅               | 2.1 | 10.1 | 13.8 | | 神奈川県 | 横須賀市 | 横須賀市 |
| 横須賀線     | 横須賀線               | JO 05          | 東逗子駅             | 3.4 | 13.5 | 10.4 | | 神奈川県 | 逗子市 | 逗子市 |
| 横須賀線     | 横須賀線               | JO 06          | 逗子駅               | 2.0 | 15.5 | 8.4 | 東日本旅客鉄道： 湘南新宿ライン(JS 06) 京浜急行電鉄： 逗子線 ⇒逗子・葉山駅 (KK53) | 神奈川県 | 逗子市 | 逗子市 |
| 横須賀線     | 横須賀線               | JO 07          | 鎌倉駅               | 3.9 | 19.4 | 4.5 | 東日本旅客鉄道： 湘南新宿ライン(JS 07) 江ノ島電鉄： 江ノ島電鉄線 (EN15) | 神奈川県 | 鎌倉市 | 鎌倉市 |
| 横須賀線     | 横須賀線               | JO 08          | 北鎌倉駅             | 2.2 | 21.6 | 2.3 | 東日本旅客鉄道： 湘南新宿ライン(JS 08) | 神奈川県 | 鎌倉市 | 鎌倉市 |
| 横須賀線     | 横須賀線               | JO 09          | 大船駅               | 2.3 | 23.9 | 0.0 | 東日本旅客鉄道： 湘南新宿ライン(JS 09)・ 東海道線・■上野東京ライン (JT 07)・ 根岸線 (JK 01) 湘南モノレール：■ 江の島線 (SMR1) | 神奈川県 | 鎌倉市 | 鎌倉市 |
| 東海道本線   | 横須賀線用線路         | JO 09          | 大船駅               | 2.3 | 23.9 | 46.5 | 東日本旅客鉄道： 湘南新宿ライン(JS 09)・ 東海道線・■上野東京ライン (JT 07)・ 根岸線 (JK 01) 湘南モノレール：■ 江の島線 (SMR1) | 神奈川県 | 横浜市 | 栄区 |
| 東海道本線   | 横須賀線用線路         | JO 10          | 戸塚駅 浜            | 5.6 | 29.5 | 40.9 | 東日本旅客鉄道： 湘南新宿ライン(JS 10)・ 東海道線・■上野東京ライン (JT 06) 横浜市営地下鉄： ブルーライン（1号線）(B06) | 神奈川県 | 横浜市 | 戸塚区 |
| 東海道本線   | 横須賀線用線路         | JO 11          | 東戸塚駅 浜          | 4.2 | 33.7 | 36.7 | 東日本旅客鉄道： 湘南新宿ライン(JS 11) | 神奈川県 | 横浜市 | 戸塚区 |
| 東海道本線   | 横須賀線用線路         | JO 12          | 保土ケ谷駅 浜        | 4.9 | 38.6 | 31.8 | 東日本旅客鉄道： 湘南新宿ライン(JS 12) | 神奈川県 | 横浜市 | 保土ケ谷区 |
| 東海道本線   | 横須賀線用線路         | JO 13          | 横浜駅 浜            | 3.0 | 41.6 | 28.8 | 東日本旅客鉄道： 湘南新宿ライン(JS 13)・ 東海道線・■上野東京ライン (JT 05)・ 京浜東北線 (JK 12)・ 根岸線 (JK 12)・ 横浜線 (JK 12) 東急電鉄： 東横線 (TY21) 横浜高速鉄道： みなとみらい線 (MM01) 京浜急行電鉄： 本線 (KK37) 相模鉄道： 相鉄本線 (SO01) 横浜市営地下鉄： ブルーライン（3号線）(B20)                                                       | 神奈川県 | 横浜市 | 西区 |
| 東海道本線   | 横須賀線用線路         |                | （鶴見駅）           | 7.1 | （48.7） | 21.7 | 東日本旅客鉄道：東海道本線（八丁畷駅方面・高島線方面・横浜羽沢駅方面）・武蔵野線（武蔵野南線）・南武線（尻手連絡線） 横須賀線電車はホームが存在しないため通過 | 神奈川県 | 横浜市 | 鶴見区 |
| 東海道本線   | 品鶴線                 | 17.8           | （鶴見駅）           | 7.1 | （48.7） | | 東日本旅客鉄道：東海道本線（八丁畷駅方面・高島線方面・横浜羽沢駅方面）・武蔵野線（武蔵野南線）・南武線（尻手連絡線） 横須賀線電車はホームが存在しないため通過 | 神奈川県 | 横浜市 | 鶴見区 |
| 東海道本線   | 品鶴線                 |                | （新鶴見信号場）     | 3.9 | （52.6） | 13.9 | 東日本旅客鉄道：武蔵野線（武蔵野南線）、南武線（尻手連絡線） 横須賀線電車はホームが存在しないため通過 | 神奈川県 | 横浜市 | 鶴見区 |
| 東海道本線   | 品鶴線                 | 川崎市         | （新鶴見信号場）     | 3.9 | （52.6） | 13.9 | 東日本旅客鉄道：武蔵野線（武蔵野南線）、南武線（尻手連絡線） 横須賀線電車はホームが存在しないため通過 | 神奈川県 | 幸区 | |
| 東海道本線   | 品鶴線                 | 川崎市         | JO 14                | 新川崎駅 | 1.2 | 53.8 | 12.7 | 神奈川県 | 幸区 | 東日本旅客鉄道： 湘南新宿ライン(JS 14) |
| 東海道本線   | 品鶴線                 | 川崎市         | JO 15                | 武蔵小杉駅 | 2.7 | 56.5 | 10.0 | 神奈川県 | 東日本旅客鉄道： 南武線 (JN 07)・ 湘南新宿ライン(JS 15)・相鉄線直通 東急電鉄： 東横線 (TY11)・ 目黒線 (MG11)                                                      | 中原区 |
| 東海道本線   | 品鶴線                 | JO 16          | 西大井駅 区          | 6.4 | 62.9 | 3.6 | 東日本旅客鉄道： 湘南新宿ライン(JS 16)・相鉄線直通 | 東京都 | 品川区 | 品川区 |
| 東海道本線   | 品鶴線                 |                | （旧・蛇窪信号場）   | （0.5） | （63.4） | （3.1） | 当信号場が、湘南新宿ライン・相鉄線直通列車および山手貨物線からの貨物列車の分岐・接続地点（正式分岐・接続地点：品川駅）。大崎駅から当信号場に通称：大崎支線が分岐・接続、前述の列車は線路を走行する。 | 東京都 | 品川区 | 品川区 |
| 東海道本線   | 品鶴線                 |                | （旧・目黒川信号場） | （1.8） | （65.2） | （1.3） | 池袋駅・新宿駅発着の特急「成田エクスプレス」との分岐・接続地点（正式分岐・接続地点：品川駅） | 東京都 | 品川区 | 品川区 |
| 東海道本線   | 品鶴線                 | JO 17          | 品川駅 山区          | 1.3 | 66.5 | 0.0 | 東日本旅客鉄道： 東海道線・■上野東京ライン (JT 03)・ 山手線 (JY 25)・ 京浜東北線 (JK 20) 東海旅客鉄道： 東海道新幹線 京浜急行電鉄： 本線 (KK01) | 東京都 | 港区 | 港区 |
| 東海道本線   | 地下線（東京トンネル） | JO 17          | 品川駅 山区          | 1.3 | 66.5 | 6.8 | 東日本旅客鉄道： 東海道線・■上野東京ライン (JT 03)・ 山手線 (JY 25)・ 京浜東北線 (JK 20) 東海旅客鉄道： 東海道新幹線 京浜急行電鉄： 本線 (KK01) | 東京都 | 港区 | 港区 |
| 東海道本線   | 地下線（東京トンネル） | JO 18          | 新橋駅 山区          | 4.9 | 71.4 | 1.9 | 東日本旅客鉄道： 東海道線・■上野東京ライン (JT 02)・ 山手線 (JY 29)・ 京浜東北線 (JK 24) 東京地下鉄： 銀座線 (G-08) 都営地下鉄： 浅草線 (A-10) ゆりかもめ： 東京臨海新交通臨海線 (U-01) | 東京都 | 港区 | 港区 |
| 東海道本線   | 地下線（東京トンネル） | JO 19          | 東京駅 山区          | 1.9 | 73.3 | 0.0 | 東日本旅客鉄道： 東北新幹線・山形新幹線・秋田新幹線・北海道新幹線・上越新幹線・北陸新幹線・ 東海道線 (JT 01)・ 中央線 (JC 01)・ 山手線 (JY 01)・ 京浜東北線 (JK 26)・■ 上野東京ライン（ 宇都宮線（東北線）・高崎線・ 常磐線直通）(JU 01)・ 京葉線 (JE 01) 東海旅客鉄道： 東海道新幹線 東京地下鉄： 丸ノ内線 (M-17) 東京地下鉄： 東西線 ⇒大手町駅 (T-09) | 東京都 | 千代田区 | 千代田区 |
| 総武本線     | 地下線（総武トンネル） | JO 19          | 東京駅 山区          | 1.9 | 73.3 | 0.0 | 東日本旅客鉄道： 東北新幹線・山形新幹線・秋田新幹線・北海道新幹線・上越新幹線・北陸新幹線・ 東海道線 (JT 01)・ 中央線 (JC 01)・ 山手線 (JY 01)・ 京浜東北線 (JK 26)・■ 上野東京ライン（ 宇都宮線（東北線）・高崎線・ 常磐線直通）(JU 01)・ 京葉線 (JE 01) 東海旅客鉄道： 東海道新幹線 東京地下鉄： 丸ノ内線 (M-17) 東京地下鉄： 東西線 ⇒大手町駅 (T-09) | 東京都 | 千代田区 | 千代田区 |
| 総武本線     | 地下線（総武トンネル） | JO 20          | 新日本橋駅 区        | 1.2 | 74.5 | 1.2 | 東京地下鉄： 銀座線・ 半蔵門線 ⇒三越前駅 (G-12・Z-09) | 東京都 | 中央区 | 中央区 |
| 総武本線     | 地下線（総武トンネル） | JO 21          | 馬喰町駅 区          | 1.1 | 75.6 | 2.3 | 都営地下鉄： 浅草線 ⇒東日本橋駅 (A-15) 都営地下鉄： 新宿線 ⇒馬喰横山駅 (S-09) | 東京都 | 中央区 | 中央区 |
| 総武本線     | 地下線（総武トンネル） |                | （両国駅）           | - | - | | | 東京都 | 墨田区 | 墨田区 |
| 総武本線     | 快速線                 |                | （両国駅）           | - | - | | | 東京都 | 墨田区 | 墨田区 |
| 総武本線     | JO 22                  | 錦糸町駅 区    | 2.5                  | 78.1 | 4.8 | 東日本旅客鉄道： 総武線（各駅停車）〈秋葉原方面〉(JB 22) 東京地下鉄： 半蔵門線 (Z-13)                                                                                             | | 東京都 | 墨田区 | 墨田区 |
| 総武本線     | JO 23                  | 新小岩駅 区    | 5.2                  | 83.3 | 10.0 | 東日本旅客鉄道： 総武線（各駅停車）(JB 25) | 葛飾区 | 葛飾区 | | |
| 総武本線     |                        | 新小岩信号場駅 | 0.5                  | （83.8） | 10.5 | 東日本旅客鉄道：総武本線貨物支線（越中島支線・新金貨物線） | 葛飾区 | 葛飾区 | | |
| 総武本線     |                        | （小岩駅）     | 1.7                  | （85.5） | 12.8 | 上記の貨物支線の起点。旅客ホームは緩行線のみ。 | 江戸川区 | 江戸川区 | | |
| 総武本線     | JO 24                  | 市川駅         | 3.2                  | 88.7 | 15.4 | 東日本旅客鉄道： 総武線（各駅停車）(JB 27) | 千葉県 | 市川市 | 市川市 | |
| 総武本線     | JO 25                  | 船橋駅         | 7.8                  | 96.5 | 23.2 | 東日本旅客鉄道： 総武線（各駅停車）(JB 31) 東武鉄道： 野田線（東武アーバンパークライン）(TD-35) 京成電鉄： 本線 ⇒京成船橋駅 (KS22)                                                | 千葉県 | 船橋市 | 船橋市 | |
| 総武本線     | JO 26                  | 津田沼駅       | 3.5                  | 100.0 | 26.7 | 東日本旅客鉄道： 総武線（各駅停車）(JB 33) 京成電鉄： 松戸線 ⇒新津田沼駅 (KS66)                                                                                                   | 千葉県 | 習志野市 | 習志野市 | |
| 総武本線     | JO 27                  | 稲毛駅         | 9.2                  | 109.2 | 35.9 | 東日本旅客鉄道： 総武線（各駅停車）(JB 37) | 千葉県 | 千葉市 | 稲毛区 | |
| 総武本線     |                        | 黒砂信号場     | 1.0                  | 110.2 | 36.9 | | 千葉県 | 千葉市 | 稲毛区 | |
| 総武本線     | JO 28                  | 千葉駅         | 2.3                  | 112.5 | 39.2 | 東日本旅客鉄道： 総武線（各駅停車）(JB 39)・ ■ 総武本線〈銚子方面〉・ ■ 成田線・■ 外房線・■ 内房線 千葉都市モノレール： 1号線・ 2号線 (CM03) 京成電鉄： 千葉線 ⇒京成千葉駅 (KS59) | 千葉県 | 千葉市 | 中央区 | |
| 直通運転区間 | 直通運転区間           | 直通運転区間   | 直通運転区間         | ■ 総武本線 佐倉駅経由 成東駅 または ■ 成田線 成田空港駅まで 成田線 香取駅経由 ■ 鹿島線 鹿島神宮駅まで ■ 外房線 蘇我駅経由 上総一ノ宮駅 または ■ 内房線 君津駅まで | ■ 総武本線 佐倉駅経由 成東駅 または ■ 成田線 成田空港駅まで 成田線 香取駅経由 ■ 鹿島線 鹿島神宮駅まで ■ 外房線 蘇我駅経由 上総一ノ宮駅 または ■ 内房線 君津駅まで | ■ 総武本線 佐倉駅経由 成東駅 または ■ 成田線 成田空港駅まで 成田線 香取駅経由 ■ 鹿島線 鹿島神宮駅まで ■ 外房線 蘇我駅経由 上総一ノ宮駅 または ■ 内房線 君津駅まで                 | ■ 総武本線 佐倉駅経由 成東駅 または ■ 成田線 成田空港駅まで 成田線 香取駅経由 ■ 鹿島線 鹿島神宮駅まで ■ 外房線 蘇我駅経由 上総一ノ宮駅 または ■ 内房線 君津駅まで | ■ 総武本線 佐倉駅経由 成東駅 または ■ 成田線 成田空港駅まで 成田線 香取駅経由 ■ 鹿島線 鹿島神宮駅まで ■ 外房線 蘇我駅経由 上総一ノ宮駅 または ■ 内房線 君津駅まで | ■ 総武本線 佐倉駅経由 成東駅 または ■ 成田線 成田空港駅まで 成田線 香取駅経由 ■ 鹿島線 鹿島神宮駅まで ■ 外房線 蘇我駅経由 上総一ノ宮駅 または ■ 内房線 君津駅まで | ■ 総武本線 佐倉駅経由 成東駅 または ■ 成田線 成田空港駅まで 成田線 香取駅経由 ■ 鹿島線 鹿島神宮駅まで ■ 外房線 蘇我駅経由 上総一ノ宮駅 または ■ 内房線 君津駅まで |

1. ↑  久里浜駅を起点とした品鶴線経由の営業キロ。
2. 1 2  大船駅からの横須賀線の正式営業キロ。
3. 1 2  東京駅からの東海道本線（川崎駅経由）鶴見駅 - 大船駅間の営業キロ。
4. 1 2 3  鶴見駅、新子安駅、東神奈川駅、戸塚駅・桜木町駅方面または川崎駅・蒲田駅方面もしくは大口駅方面から羽沢横浜国大駅との各駅相互間には区間外乗車の特例が設定されている（後述参照）。
5. 1 2  品川駅からの東海道本線支線（品鶴線）の正式営業キロ。
6. ↑  横浜駅 - 鶴見駅 - 新川崎駅 - 武蔵小杉駅 - 羽沢横浜国大駅には区間外乗車の特例が設定されており、鶴見駅 - 横浜駅 - 新川崎駅 - 武蔵小杉駅間の重複乗車が認められる。
7. ↑  西大井駅 - 大崎駅間は品川駅経由で運賃が計算される（西大井駅 - 品川駅 - 大崎駅というルートで計算される）ただし、武蔵小杉駅 - 西大井駅 - 品川駅 - 大崎駅 - 高輪ゲートウェイ駅間には区間外乗車の特例が設定されており、品川駅 - 大崎駅間の重複乗車が認められる。
8. 1 2  大崎駅構内扱いのため、正式には経由しない。
9. ↑  東京駅からの東海道本線の営業キロ。鶴見駅以遠は川崎駅経由で表記
10. ↑  東京駅からの東海道本線の営業キロ。
11. ↑  東京駅からの総武本線の営業キロ。
12. ↑  錦糸町駅起点の総武本線支線扱いのため、正式には経由しない。

2022年度の時点で、上記全駅がJR東日本自社による乗車人員集計の対象となっている。

## エピソード
本節では、横須賀線電車と湘南電車の分離運転開始および両線が直通運転する時に呼ばれたSM分離とSF直結の由来などのエピソードを記述する。

### SM分離とSF直結の由来
SM分離の「S」・「M」とは、それぞれ横須賀線電車と湘南電車（東海道本線熱海以東の普通列車）を示す。日本国有鉄道における電車列車の列車番号は「1234M」などと、4桁までの数字にM（MotorのM）を付けて表すことが多いが、この線区では東海道本線と横須賀線の双方が運行され、分離以前の東京駅 - 大船駅間は線路を共有していたこともあり、横須賀線電車についてはMに代えて横須賀線（通称：スカ線）を意味するSを付けて区別されていた。このため、横須賀線電車をS電、湘南電車をM電と呼んでいた。また、SM分離と同時に開始された総武快速線との相互直通運転は「SF直結」とも呼ばれている。SF直結の「S」・「F」とは、Sは前述の通りで、Fは直通先の総武快速線の列車番号がFため、このような通称となった。
なお、2015年3月以降熱海駅（一部沼津駅）以東の東海道線列車のうち東京駅以北へ直通および宇都宮線・高崎線から上野駅以南へ直通する上野東京ラインとして運行される列車は「xxxxE」、新宿駅方面へ直通する湘南新宿ラインとして運行される列車は「xxxxY」となり、「xxxxM」の列車は以前と比べると激減している。

### 相互直通運転後
相互直通運転開始直後からの横須賀線に対するエピソードについて、下記に示す。（本節の出典：）
品鶴線経由に変更された横須賀線列車が武蔵小杉駅の「裏側」を通り、多摩川鉄橋で東急東横線と併走したため、乗り慣れない乗客が「この電車はどこへ行くのか」と騒いだり、上りの横須賀線の行き先が、東京から津田沼、千葉、成田、木更津、君津、上総一ノ宮、大原行きとなったため、「田舎に連れて行かれるようで馴染めない」との声も聞かれた。また、直通運転開始から、データイムの逗子駅 - 久里浜駅間は、付属編成4両の折り返し運転となったため、「昼間は横須賀線ではなく逗子線になった」とも言われた。
約半年後の1981年3月1日付け交通新聞では、両線の状況を下記のように伝えた記事がある。
- 「朝7:30から1時間の大船 - 横浜間乗車率は東海道線が改正前291 %から改正後256 %、横須賀線が改正前311 %から改正後213 %に」
- 「東海道本線の混雑率がそれほど解消されていない理由は、横須賀線が5分余計にかかり、東京駅で地下ホームから八重洲口までさらに5分以上かかることが理由」
- 「分離運転のメリットは薄いように見えるが、戸塚、横浜駅では通勤客に悲壮感はなくゆとりができてた」

### 輸送障害
2009年5月7日に発生した車両故障は大規模な運行トラブルを引き起こした。この日の朝6時50分頃、新川崎駅 - 横浜駅間を走行中の久里浜発津田沼行電車で非常ブレーキ回路が断線してブレーキがかかったままになる車両故障が発生し、鶴見駅付近で立ち往生した。この電車のほか、駅間で停車した3本の列車に2時間半にわたり乗客が閉じ込められるなど、対応が後手に回った。このトラブルの影響で横須賀線の全線と京浜東北線などの一部の区間で一時運転を見合わせるなど、合計110本の列車が運休した。
2015年12月6日未明、東京トンネルの東京駅 - 新橋駅間で、地下水をくみ上げる設備が故障し、線路が冠水した。地下水をくみ上げる設備に泥が詰まったことが原因。この影響で横須賀線は始発から17時30分頃まで12時間以上東京駅 - 品川駅間の上下線で運転を見合わせ、総武快速線との直通運転を中止した。

### その他
2007年（平成19年）に船橋市議会において、千葉県や沿線市町村が総武快速線の西船橋駅停車を要望していると、市の企画部長が答弁した。

### 例示
1. ↑  表記例1
・運転系統の横須賀線は東京駅 - 久里浜駅間
・総武快速線は下りが東京駅・津田沼駅発着、上りが津田沼駅・千葉駅発着
・湘南新宿ラインは西大井駅 - 逗子駅間で横須賀線に乗り入れる
・外房線への直通列車は、千葉駅 - 上総一ノ宮駅間
・新宿発特急「サフィール踊り子」5号のみ、土休日に西大井駅 - 鶴見駅間に乗り入れる
・千葉駅発着の特急「あずさ」は錦糸町駅 - 千葉駅間で総武快速線を走行
・両国駅発着の列車は、両国駅から先で快速線の線路に入るため、共有区間は両国駅 - 千葉駅間
2. ↑  表記例2
・横須賀・総武快速線は久里浜駅 - 千葉駅の全区間で運行される
・「エアポート成田」は久里浜駅・逗子駅・大船駅・東京駅および成田空港駅発着
・本系統の最長運行区間は久里浜駅 - 東京駅 - 千葉駅 - 成田駅 - 鹿島神宮駅間
・特急「成田エクスプレス」は、大船駅 - 千葉駅間で本系統の線路を走行
3. ↑  表記例3
・君津発は、久里浜・横須賀・逗子行き
・久里浜行きは、津田沼・千葉・成田空港駅発
・千葉発は、久里浜・横須賀・逗子・大船・東京行き
・大船行きは津田沼・千葉・佐倉・上総一ノ宮・君津発